# 14. Juni
Der 14. Juni ist der 165. Tag des gregorianischen Kalenders (der 166. in Schaltjahren), somit verbleiben noch 200 Tage bis zum Jahresende.

## Ereignisse

### Politik und Weltgeschehen
- 1158: Im Augsburger Schied gibt Kaiser Friedrich I. Barbarossa dem Welfenherzog Heinrich dem Löwen das Recht, die errichtete Brücke über die Isar zu betreiben. Er muss allerdings Bischof Otto von Freising ein Drittel der Einnahmen für dessen abgerissene Brücke abgeben. Am Flussübergang entwickelt sich im Laufe der Zeit die Stadt München, die in der Urkunde erstmal namentlich erwähnt wird.

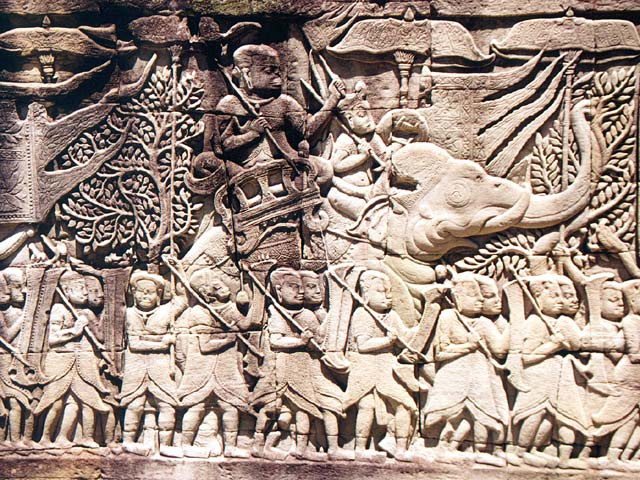
1177: Kriegszug der Khmer gegen die Cham

- 1177: Mit Schiffen über den Tonle-Sap-See kommend, erobern die Cham die Hauptstadt des Khmer-Reiches von Angkor.

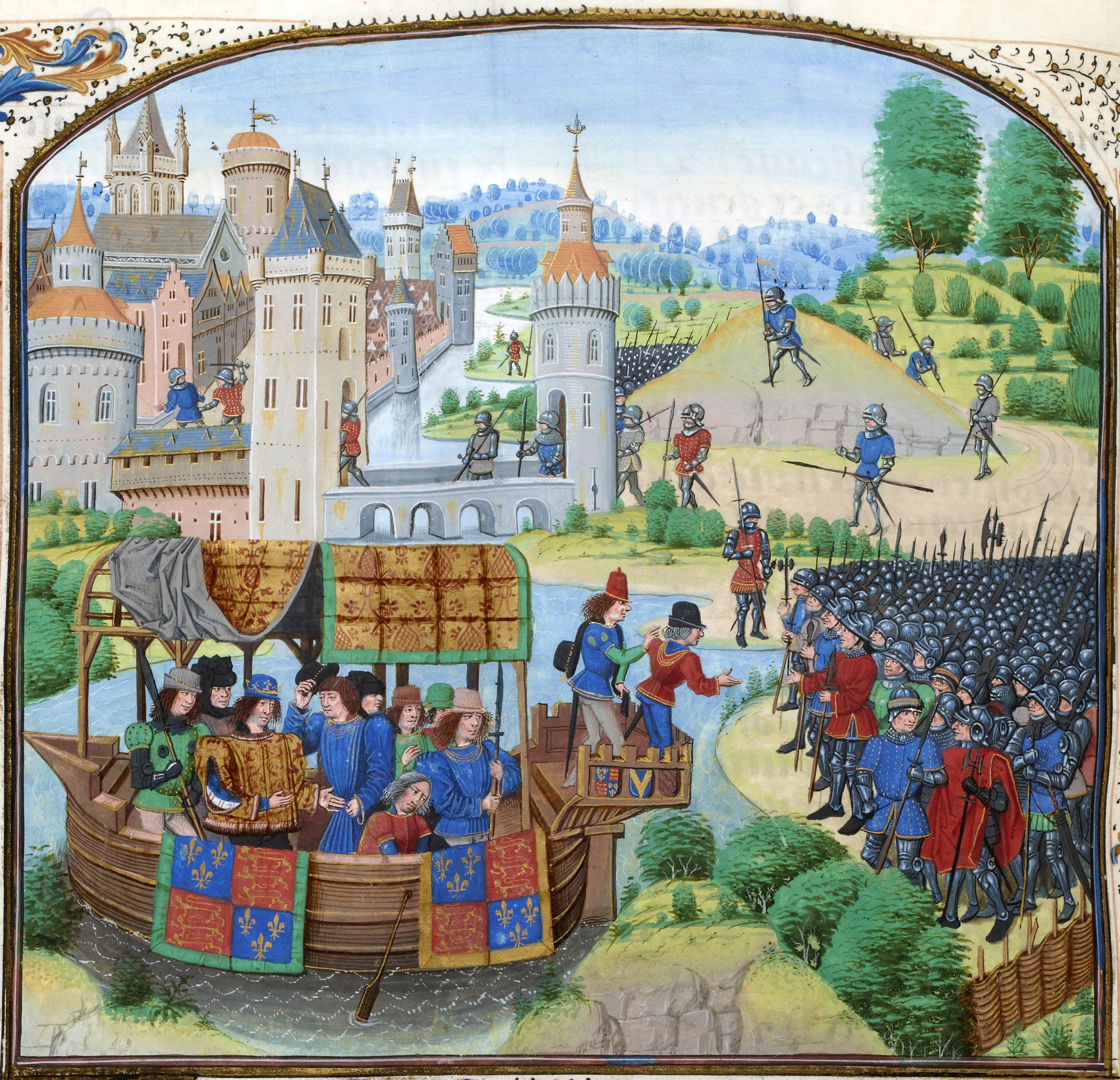
1381: Richard II. trifft die Aufständischen

- 1381: Der englische König Richard II. hört sich in London die Forderungen von Aufständischen und Bauern des Bauernaufstands von 1381 an.
- 1615: Jacob Le Maire und Willem Cornelisz Schouten stechen mit der Eendracht und der Hoorn in See, mit dem Auftrag, eine neue Route nach Niederländisch-Indien zu finden.
- 1634: Russland und Polen-Litauen schließen einen Ewigen Frieden, der den seit 1632 anhaltenden Kriegszustand zwischen beiden Ländern beendet.
- 1645: In der Schlacht von Naseby des Englischen Bürgerkriegs besiegt die New Model Army des englischen Parlaments unter Thomas Fairfax und Oliver Cromwell die Armee von König Karl I. entscheidend.
- 1648: Die Schlacht bei Wevelinghoven zwischen kaiserlichen Truppen unter Guillaume de Lamboy und den schließlich siegreichen Einheiten Hessen-Kassels unter Johann von Geyso ist die letzte Schlacht im Dreißigjährigen Krieg.
- 1658: Die Schlacht in den Dünen gewinnt eine französisch-englische Streitmacht unter Marschall Turenne gegen das Heer der Spanischen Niederlande, das Don Juan José de Austria und Louis II. de Bourbon anführen. Weil der Entsatz des belagerten Dünkirchen damit scheitert, kapituliert die Stadt am selben Tag.

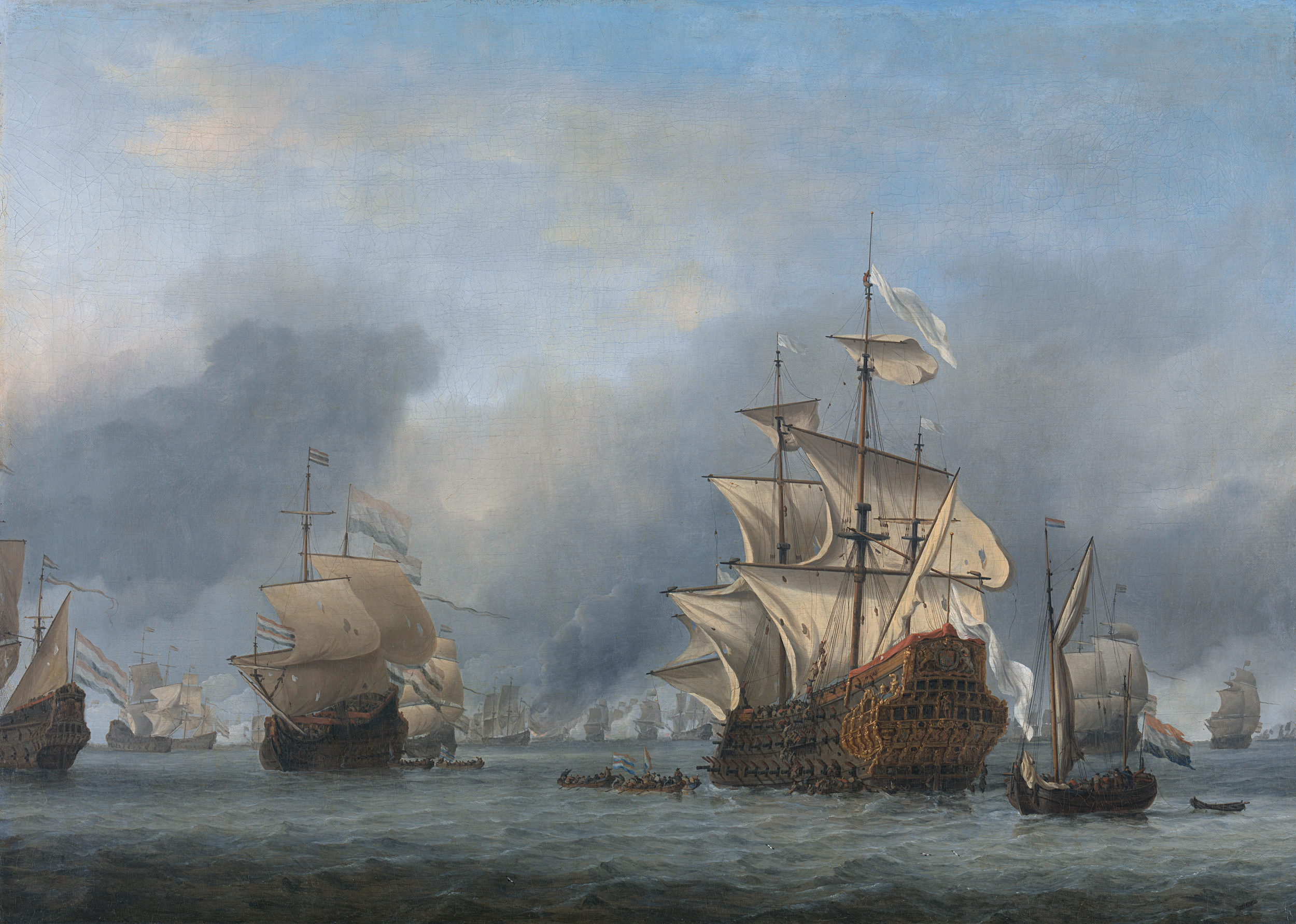
1666: Prince Royal

- 1666: Im Zweiten Englisch-Niederländischen Seekrieg endet die Viertageschlacht mit einem Sieg der Niederländer. Unter den von ihnen eroberten Schiffen befindet sich auch das englische Flaggschiff Prince Royal.

1777: Sternenbanner

- 1777: Der Kontinentalkongress beschließt, das Sternenbanner als Flagge der Vereinigten Staaten zu verwenden.
- 1789: Der von Meuterern ausgesetzte Kapitän William Bligh von der Bounty erreicht mit 18 Getreuen Kupang auf der Pazifik-Insel Timor. Er trifft dort 48 Tage nach der Meuterei und nach etwa 5.800 in einem kleinen Beiboot zurückgelegten Kilometern ein.
- 1791: Die französische Konstituante erlässt das Gesetz Le Chapelier, das Meistern, Gesellen und Arbeitern untersagt, sich in Bünden zu organisieren. Es sind keine Versammlungen über die Lohnfestsetzung zugelassen, Zünfte und Streiks sind unter Strafandrohung verboten.
- 1797: In Genua wird unter französischem Druck die Ligurische Republik ausgerufen, welche die aristokratisch regierte Stadtrepublik ablöst.

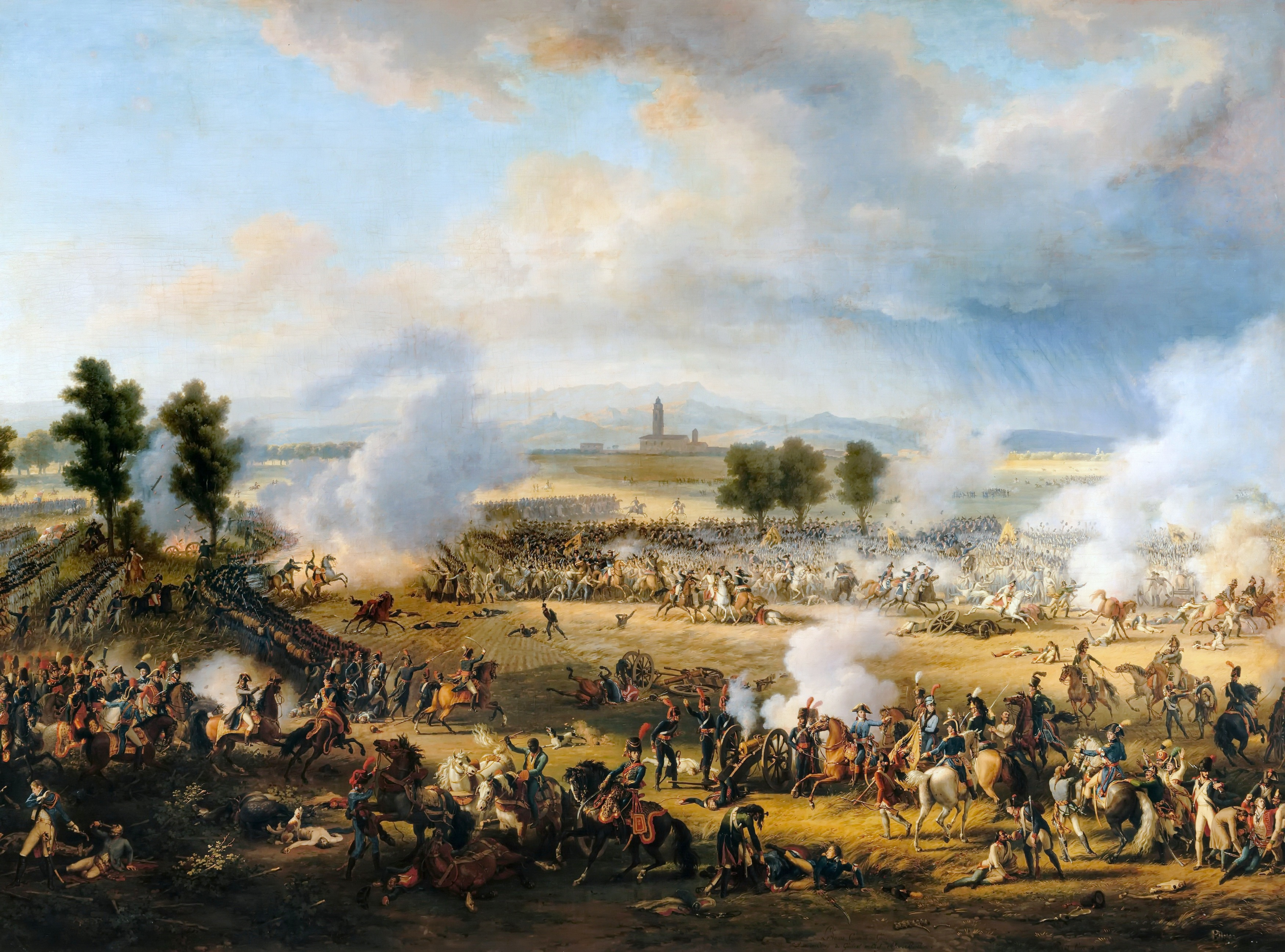
1800: Schlacht bei Marengo

- 1800: Die Schlacht bei Marengo bringt Napoleon Bonaparte den entscheidenden Sieg über die Österreicher im Zweiten Koalitionskrieg.
- 1807: In der Schlacht bei Friedland gelingt Napoleon Bonaparte ein entscheidender Sieg über das vereinigte russisch-preußische Heer unter Levin August von Bennigsen.
- 1830: Französische Truppen unter dem Befehl des Comte de Bourmont landen drei Jahre nach dem Schlag mit dem Fliegenwedel im heutigen Algerien und beginnen mit der Eroberung des Landes, die sich zuerst gegen Algier richtet.

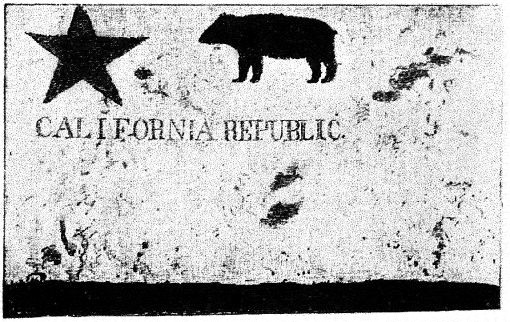
1846: Bear Flag

- 1846: 33 US-amerikanische Siedler gründen in Unkenntnis des ausgebrochenen Mexikanisch-Amerikanischen Krieges in Sonoma die Republik Kalifornien. Der als Bear-Flag-Revolte bezeichnete Aufstand hat seinen Namen von der geplanten Nationalflagge. Der Staat wird kurze Zeit später von den Vereinigten Staaten annektiert.
- 1848: Die deutsche Nationalversammlung in der Frankfurter Paulskirche beschließt im Krieg gegen Dänemark die Aufstellung einer Reichsflotte als erste gesamtdeutsche Marine.
- 1848: Während der Deutschen Revolution kommt es zum Sturm auf das Berliner Zeughaus, wo sich die Menge mit Waffen versorgt.

1866: Deutscher Bund

- 1866: Wegen unterschiedlicher Vorstellungen über den Status Schleswig-Holsteins kommt es zwischen Preußen und Österreich zum Krieg. Österreich erwirkt den Bundesbeschluss vom 14. Juni, mit dem der Deutsche Bund das Bundesheer gegen Preußen mobilisiert. Preußen interpretiert den Beschluss als verfassungswidrig und Ende des Bundes.
- 1882: Das Kreuzbergerkenntnis des Preußischen Oberverwaltungsgerichts entscheidet, dass stadtplanerische Gestaltung nicht zu den Aufgaben der Polizei gehört.
- 1889: Das Deutsche Reich, Großbritannien und die Vereinigten Staaten von Amerika einigen sich in der Berliner Samoa-Konferenz auf eine gemeinsame Verwaltung der zum unabhängigen und neutralen Gebiet erklärten Samoa-Inseln.
- 1900: Der deutsche Reichstag verabschiedet das zweite Flottengesetz, das das Deutsch-Britische Wettrüsten zur See anheizt.
- 1900: Hawaii wird von den USA annektiert.

1904: Auguste Viktoria

- 1904: Die deutsche Kaiserin Auguste Viktoria empfängt eine Abordnung des in Berlin tagenden internationalen Frauenkongresses zu einer Privataudienz.
- 1917: Bei seiner sechsten Aufklärungsfahrt wird der Zeppelin LZ 92 von einem britischen Kampfflugzeug abgeschossen.
- 1935: Unter dem Motto Wir fahren nur mit heimischen Treibstoffen fährt eine Kolonne von 60 Autos durch Berlin und wirbt für die Verwendung von Holzgas an Stelle von Benzin.
- 1940: Erster Transport in das KZ Auschwitz I von 728 polnischen Gestapo-Gefangenen aus Tarnów im besetzten Polen[1]
- 1940: Britische Streitkräfte überfallen und besetzen an der libysch-ägyptischen Grenze Fort Capuzzo, das wie kein anderer Ort die charakteristische Dynamik der folgenden Kämpfe in Nordafrika symbolisiert.
- 1941: Beginn von Massendeportationen aus dem sowjetisch okkupierten Estland, Lettland, Litauen, Bessarabien und der Bukowina (insgesamt rund 80.000 Menschen) nach Sibirien in Gulag-Lager und Sonderansiedlung.
- 1947: Die sowjetische Militäradministration errichtet die Deutsche Wirtschaftskommission (DWK) als Leitinstanz der Zentralverwaltungen der Sowjetischen Besatzungszone (SBZ).
- 1947: Der Farmer Mac Brazel findet auf einer von ihm verwalteten Farm ungewöhnliche Trümmerteile. Nach erfolgter Bestätigung seitens des Militärs wird die extraterrestrische Herkunft der Teile kurz darauf geleugnet (Roswell-Zwischenfall).

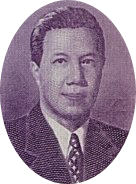
1949: Bảo Đại

- 1949: Im Indochinakonflikt installiert Frankreich Bảo Đại, der 1945 als Kaiser Vietnams abgedankt hat, in Saigon (Südvietnam) als Gegen-Staatschef.
- 1971: Der Spiegel-Korrespondent Hans-Peter Rullmann, der am 6. Januar in Jugoslawien wegen angeblicher Spionage zu sechs Jahren Haft verurteilt worden ist, wird vom jugoslawischen Staatspräsidenten Josip Broz Tito begnadigt.
- 1978: In Sierra Leone tritt nach einer Volksabstimmung eine Verfassungsänderung in Kraft, die die Umwandlung in eine Einparteien-Republik vorsieht.
- 1981: In der Schweiz wird das Prinzip der gleichen Rechte von Mann und Frau in der Bundesverfassung verankert.

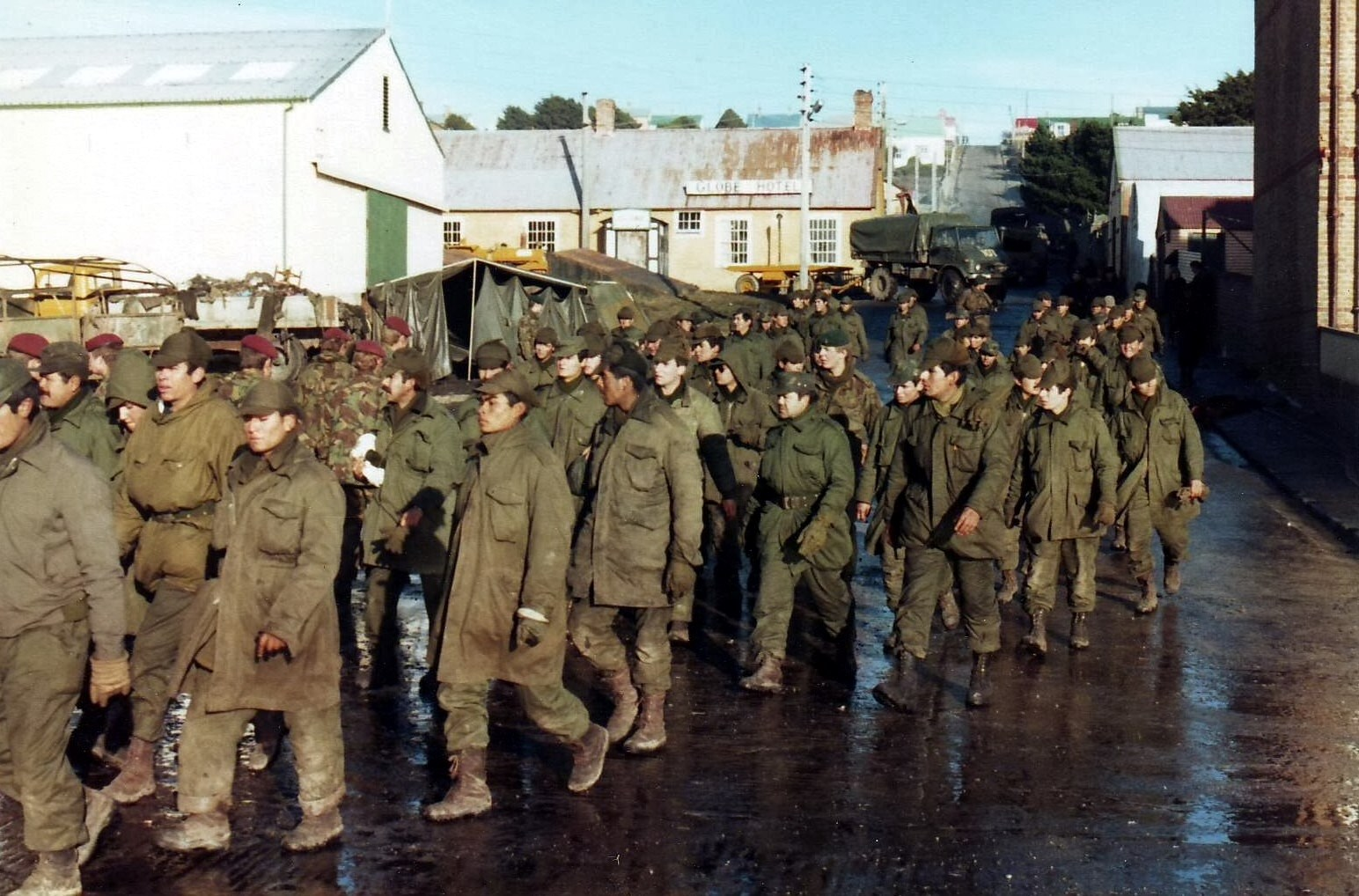
1982: Argentinische Kriegsgefangene in Port Stanley

- 1982: Im Falklandkrieg erklärt die argentinische Armee in Port Stanley gegenüber den britischen Streitkräften ihre Kapitulation. 9800 argentinische Soldaten werden zu Kriegsgefangenen.
- 1985: Vertreter von fünf EG-Mitgliedstaaten unterzeichnen das Schengener Übereinkommen mit dem Ziel, Kontrollen des Waren- und Personenverkehrs an den gemeinsamen Grenzen der Mitgliedstaaten abzuschaffen.
- 1985: Der von John Testrake geflogene Flug 847 der TWA mit 153 Passagieren wird zwischen Athen und Rom nach Beirut entführt. Ein amerikanischer Staatsbürger wird getötet. Die letzten Geiseln kommen nach 17 Tagen frei.
- 1987: Zum ersten Mal seit dem Sturz von Kaiser Haile Selassie im Jahr 1974 finden in Äthiopien Parlamentswahlen statt.

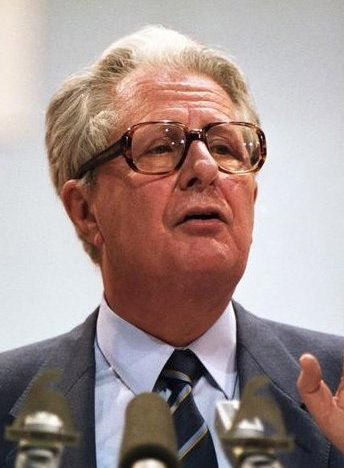
1987: Hans-Jochen Vogel

- 1987: Hans-Jochen Vogel übernimmt von Willy Brandt das Amt des Parteivorsitzenden der SPD.
- 1988: Bundesaußenminister Hans-Dietrich Genscher trifft in Bonn mit dem Vorsitzenden des verbotenen ANC, Oliver Tambo, zusammen und verurteilt die südafrikanische Rassentrennungspolitik.
- 1991: In der Schweiz streiken Frauen landesweit für die Umsetzung des vor zehn Jahren in Kraft getretenen Verfassungsartikels «Gleiche Rechte für Mann und Frau».
- 1993: Tansu Çiller wird als erste Frau in der Geschichte der Türkei Regierungschefin.
- 1997: In der Volksrepublik China werden über 100 „Rauschgiftkriminelle“ öffentlich erschossen.

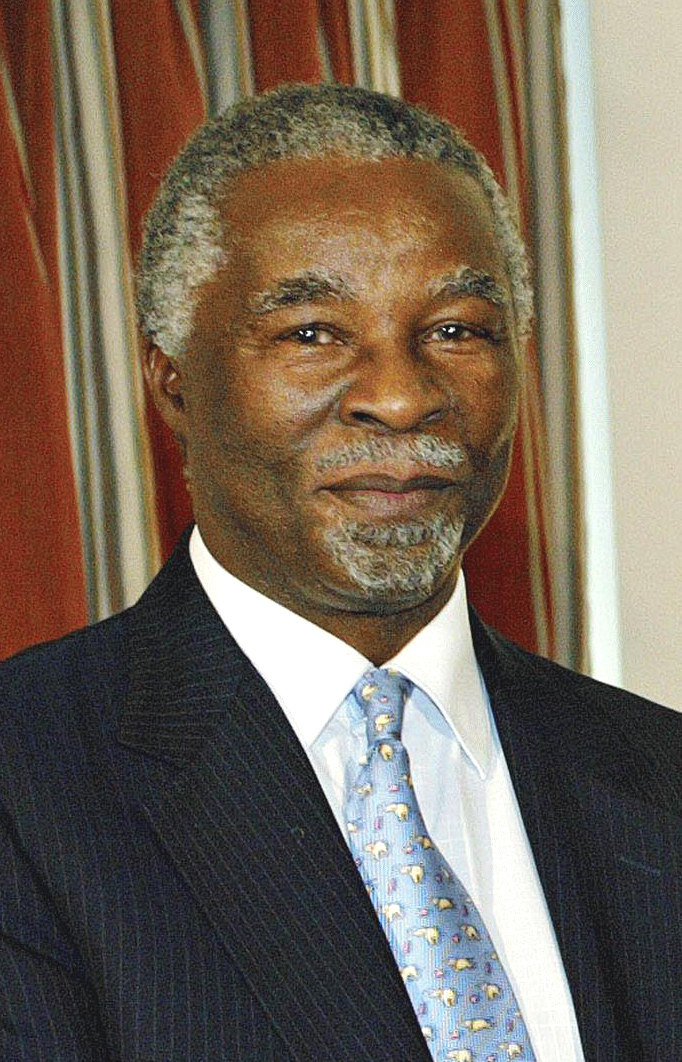
1999: Thabo Mbeki

- 1999: Der bisherige Vizepräsident Thabo Mbeki wird in Südafrika vom Parlament als Nachfolger Nelson Mandelas zum neuen Präsidenten gewählt.
- 2000: In Deutschland wird der Atomkonsens paraphiert. Die rot-grüne Bundesregierung unter Gerhard Schröder vollzieht einen Wandel der Atompolitik und beginnt den Atomausstieg.
- 2000: Bei den Polizistenmorde von Dortmund und Waltrop tötete der Neonazi Michael Berger drei Polizeibeamte.
- 2001: Auf dem EU-Gipfel von Göteborg gibt es mit dem amerikanischen Präsidenten erneut keine Einigkeit beim Kyoto-Protokoll.
- 2003: Bei einem Referendum in Tschechien stimmen 77,3 % der Wähler für den Beitritt des Landes zur Europäischen Union.
- 2003: Frankreichs Staatspräsident Chirac eröffnet den internationalen Luftfahrtsalon in Le Bourget bei Paris. Viele US-amerikanische Rüstungskonzerne sind nach den Differenzen mit Frankreich (Irakkrieg) in diesem Jahr nicht dabei.
- 2004: Georgien, Armenien und Aserbaidschan werden als erste Länder in das Programm der Europäischen Nachbarschaftspolitik aufgenommen.
- 2019: 28 Jahre nach dem ersten großen Frauenstreik demonstrieren schweizweit erneut 500.000 Menschen für Gleichstellung.

### Wirtschaft
- 1834: Isaac Fischer, Jr. erhält ein US-Patent auf einen Herstellungsprozess für Schleifpapier.
- 1920: Die Reichspostdirektion Danzig gibt die ersten eigenständigen Danziger Briefmarken heraus.

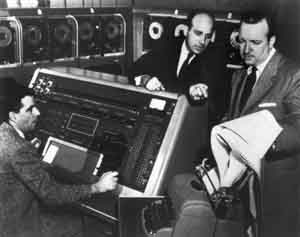
1951: UNIVAC I

- 1934: Die Deutsche Luft-Hansa richtet ein Blitzliniennetz zwischen vier deutschen Großstädten ein.
- 1951: Der erste in Serie gebaute Computer UNIVAC (Universal Automatic Computer) wird ausgeliefert (Preis: 1,6 Mio. USD).
- 1971: Das erste Hard Rock Cafe wird in London von den beiden US-Amerikanern Isaac Tigrett und Peter Morton gegründet.
- 1976: Die mit Hilfe der Volksrepublik China erbaute Tanzania–Zambia Railway (TAZARA) zwischen der tansanischen Hafenstadt Daressalam und dem sambischen Ort Kapiri Mposhi nimmt den Betrieb auf.
- 1990: In Paris wird Hannover knapp vor Toronto zum Standort der Weltausstellung „Expo 2000“ gewählt.
- 2002: Die Buchpreisbindung wird in Deutschland gesetzlich verankert.
- 2005: Die Deutsche Post ist nicht mehr mehrheitlich in Staatsbesitz. Erstmals sind mehr als die Hälfte der Aktien in „Streubesitz“.

### Wissenschaft und Technik

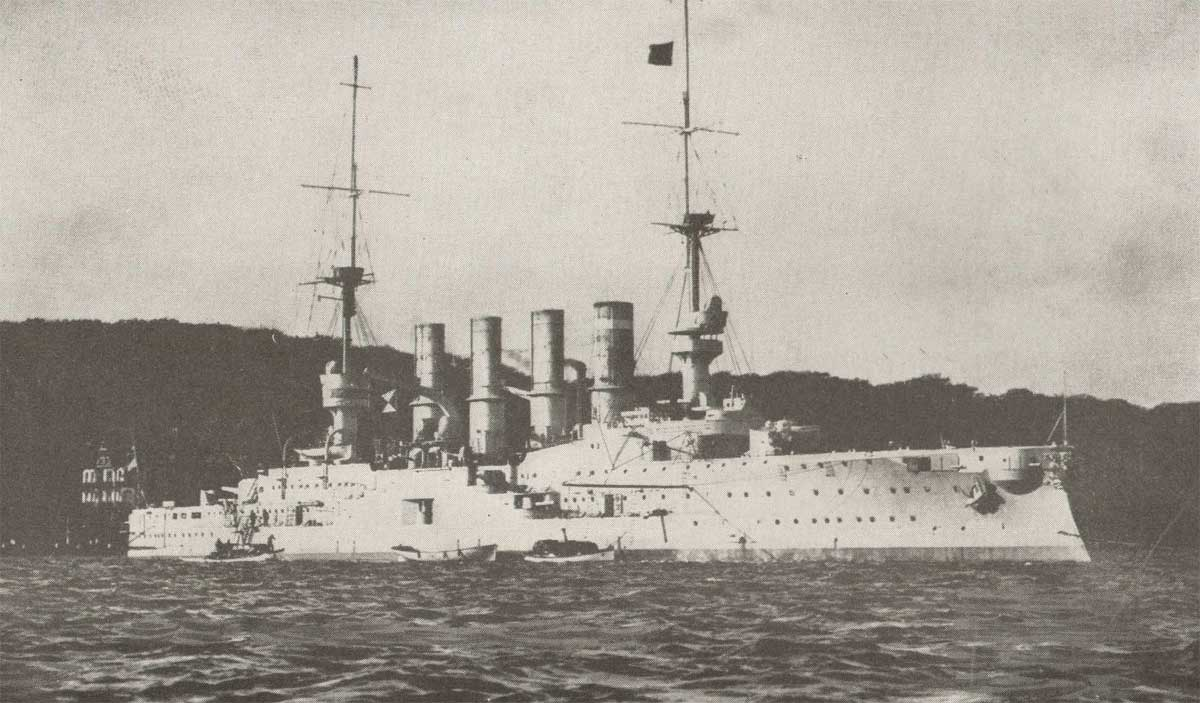
1906: Die SMS Gneisenau

- 1906: In Bremen läuft der Panzerkreuzer (Großer Kreuzer) Gneisenau vom Stapel.
- 1919: John Alcock und Arthur Whitten Brown starten zum ersten Nonstopflug über den Atlantik.
- 1933: Das Passagierschiff Bremen läuft in Cherbourg ein und gewinnt damit den Geschwindigkeitsrekord (28,51 Knoten, 52,8 km/h) bei der Atlantiküberfahrt.
- 1955: Das zu diesem Zeitpunkt mit über 70 m höchste Gebäude Österreichs, der Ringturm in Wien, wird eröffnet.

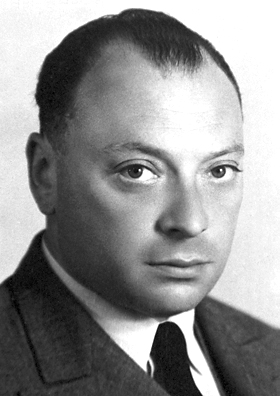
1956: Wolfgang Pauli

- 1956: Die US-amerikanischen Forscher Clyde L. Cowan und Frederick Reines informieren telegrafisch den österreichischen Physiker Wolfgang Pauli über den ihnen gelungenen Nachweis des Neutrinos, das Pauli als Elementarteilchen mehr als zwei Jahrzehnte zuvor hypothetisch aufgezeigt hatte.
- 1962: In Paris wird die Europäische Weltraumforschungsorganisation (ESRO) gegründet, die ausschließlich friedlichen Zwecken dienen soll.
- 1963: In der Sowjetunion startet der Kosmonaut Waleri Fjodorowitsch Bykowski mit der Wostok 5 für die Dauer von 4 Tagen 23 Stunden und 6 Minuten (81 Erdumkreisungen) ins All.
- 1967: Die NASA-Raumsonde Mariner 5 startet auf dem Weg zur Venus.
- 1975: Die sowjetische Raumsonde Venera 10, zur Erforschung des Planeten Venus, wird gestartet.
- 1989: Eine neue Version der Titan-Rakete startet. Sie kann fast 18 Tonnen in einen niedrigen Orbit und bis zu 4,5 Tonnen in einen geostationären Orbit bringen.

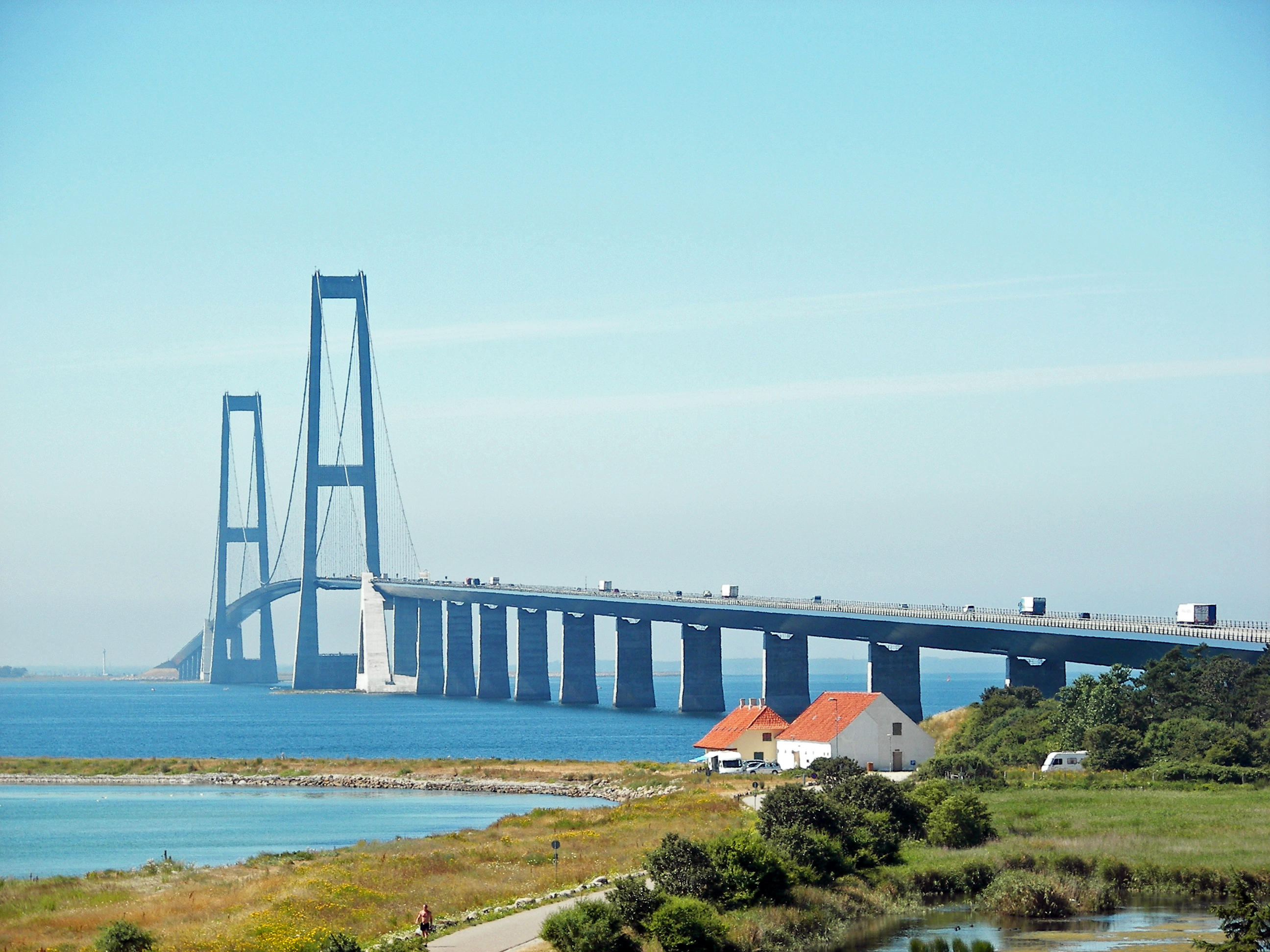
1998: Storebæltsbroen

- 1998: Die aus einem Ost- und einem Westteil bestehende Storebæltsbroen wird für den Verkehr freigegeben. Sie verbindet die dänischen Inseln Seeland und Fünen und ist Europas längste Hängebrücke.
- 2008: Deutschlands erste automatische U-Bahn geht in Nürnberg in Betrieb. Sie ist die weltweit erste U-Bahn in einem Mischbetrieb mit automatischen und konventionellen Zügen auf einem Streckenabschnitt.

### Kultur
- 1661: Im Park des Schlosses Laxenburg findet die Uraufführung des Dramas Il Ciro crescente von Antonio Bertali statt.
- 1799: Die Oper La Nouvelle au camp ou Le Cri de vengeance von Henri Montan Berton wird an der Opéra-Comique in Paris uraufgeführt.

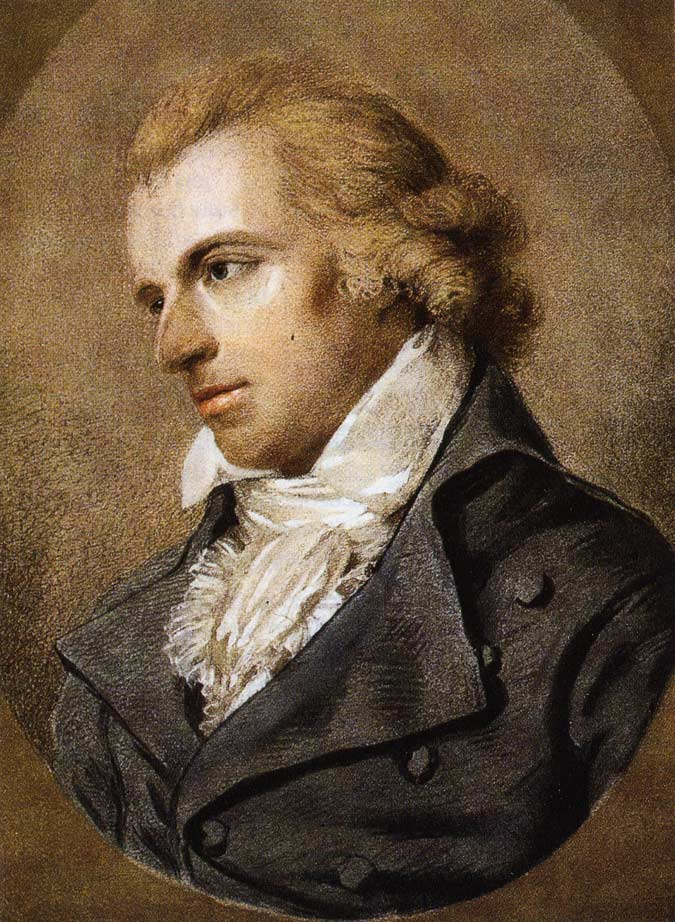
1800: Friedrich Schiller

- 1800: Die Uraufführung des Trauerspiels Maria Stuart von Friedrich Schiller erfolgt im Weimarer Hoftheater.
- 1820: Am Theater am Kärntnertor in Wien erfolgt die Uraufführung des Singspiels Die Zwillingsbrüder von Franz Schubert.
- 1863: Die Uraufführung der Oper Die Loreley von Max Bruch findet am Hoftheater Mannheim statt.
- 1892: In Wiesbaden wird die Operette Signora Vedetta von Richard Genée uraufgeführt.

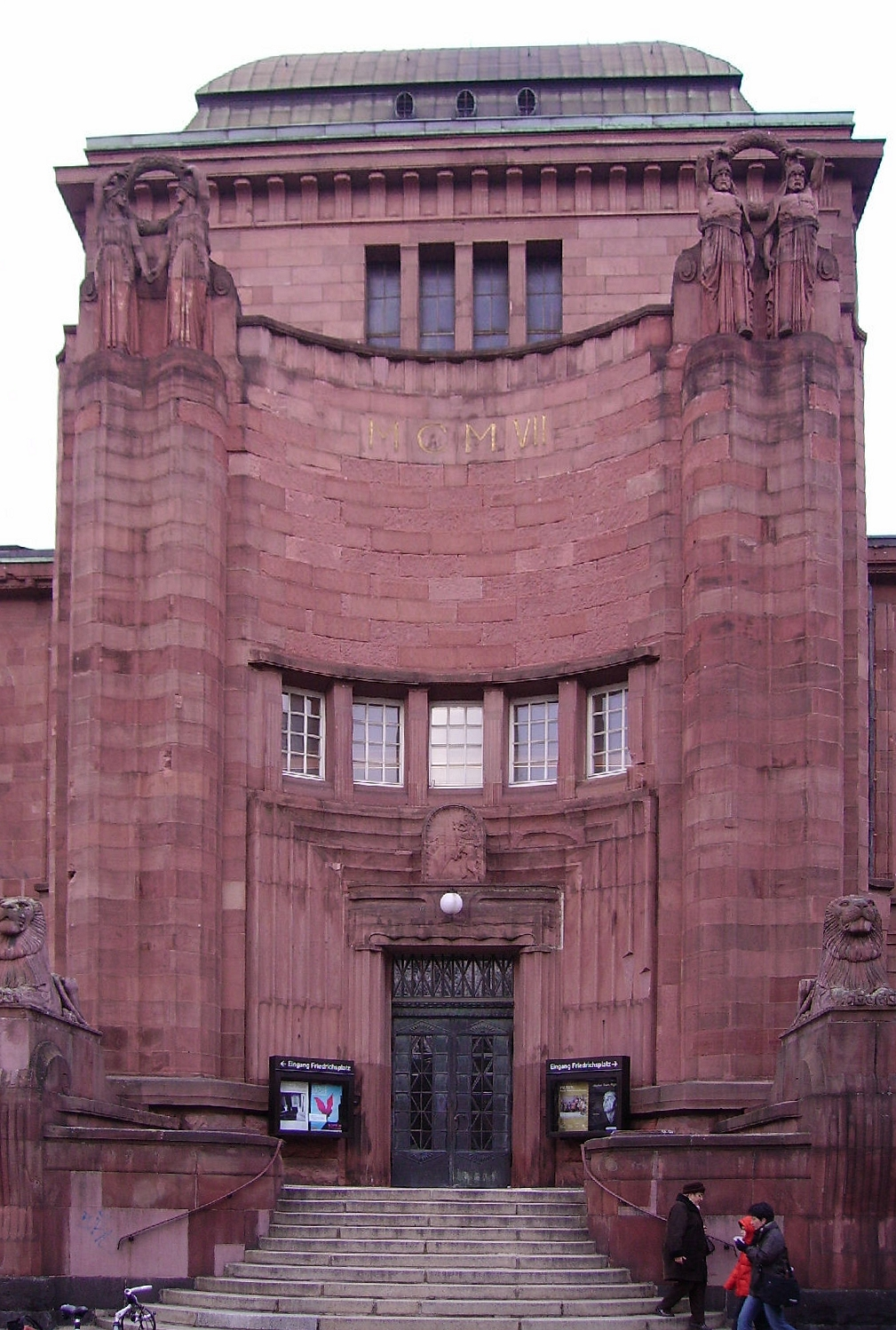
1925: Kunsthalle Mannheim

- 1925: In der Kunsthalle in Mannheim wird die Ausstellung Neue Sachlichkeit eröffnet.
- 1959: In Düsseldorf erfolgt die Uraufführung der Oper Die tödlichen Wünsche von Giselher Klebe.
- 2013: Das Action-Adventure Computerspiel The Last of Us erscheint exklusiv weltweit für die PlayStation 3. Aufgrund des kommerziellen Erfolgs und der vielen positiven Kritiken erfährt es eine Fortsetzung, sowie eine Umsetzung als Comic-Reihe und als TV-Serie.

### Gesellschaft
- 1802: Johannes Bückler, bekannt als Schinderhannes, erscheint vor dem Untersuchungsgericht in Frankfurt am Main.
- 1927: In Aussig wird ausgewählten Personen die heute unter Philatelisten als legendär geltende Ganzsachensammlung der Brüder Petschek in Form eines limitierten Teilbands vorgestellt.
- 1954: In Berlin wird das Kuratorium Unteilbares Deutschland gegründet. Die überparteiliche Organisation verfolgt das Ziel, den Gedanken an die deutsche Einheit wachzuhalten und die deutsche Wiedervereinigung anzustreben.

### Religion
- 1929: Die freie Ausübung des katholischen Glaubens in Preußen wird zwischen Preußen und dem Heiligen Stuhl in einem Konkordat vereinbart.
- 1966: Die Römische Kurie hebt den seit 1559 geführten und 500 Seiten starken Index der verbotenen Bücher auf (letzte amtliche Neuausgabe: 1948).

### Katastrophen

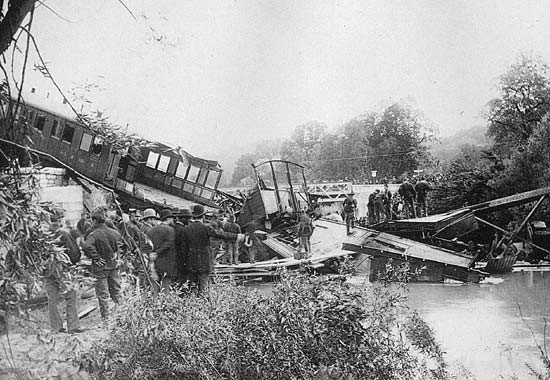
1891: eingestürzte Eisenbahnbrücke

- 1891: Beim Eisenbahnunfall von Münchenstein, der größten Eisenbahnkatastrophe der Schweiz, bricht die Eisenbahnbrücke der Jurabahn zusammen. 78 Personen kommen dabei ums Leben, 171 werden verletzt.
- 2017: Beim Brand des 24-stöckigen Grenfell Towers in London kommen 71 Bewohner ums Leben.

Kleinere Unglücksfälle sind in den Unterartikeln von Katastrophe und in der Liste von Katastrophen aufgeführt.

### Natur und Umwelt
- 1920: Auf Initiative des Alpenvereins wird im Münchner Hofbräuhaus am Platzl die bayerische Bergwacht als Sitten und Naturschutzwacht gegründet.
- 1937: Der Nationalpark Itatiaia wird erster Nationalpark Brasiliens.

### Sport
- 1839: Auf der Themse wird die erste Henley Regatta ausgetragen. Der Ruderwettbewerb findet derart großen Anklang, dass eine jährliche Wiederholung beschlossen wird.
- 1913: Der spanische Fußballverein Racing Santander wird gegründet.

1914: Olympische Ringe

- 1914: Das Internationale Olympische Komitee (IOC) hisst zum ersten Mal die offizielle Olympiafahne mit den fünf Ringen beim 16. Olympischen Kongress.
- 1934: Der Exilrusse Alexander Aljechin verteidigt den Weltmeistertitel im Schach durch einen Sieg mit 15,5–10,5 Punkten gegen seinen ebenfalls im Exil lebenden Landsmann Efim Bogoljubow.

1959: Logo von Fenerbahçe

- 1959: In der ersten Spielzeit des türkischen Profifußballs besiegt Fenerbahçe Istanbul den Stadtrivalen Galatasaray im Final-Rückspiel mit 4:0, wird nach einem 0:1 im Hinspiel noch Meister und zieht in den Europapokal der Landesmeister 1959/60 ein.
- 1970: Im Viertelfinale der Fußball-WM in Mexiko gegen Deutschland bestreitet Bobby Charlton sein 106. Länderspiel für England und löst damit Billy Wright als weltweiten Rekordhalter ab. Das Spiel endet mit einem 3:2-Sieg für Deutschland.
- 1974: Die erste Rote Karte bei einer Fußball-Weltmeisterschaft wird im WM-Vorrundenspiel Deutschland–Chile gegen den Chilenen Carlos Caszely, nach einem Revanchefoul an Berti Vogts, vom türkischen Schiedsrichter Doğan Babacan gezeigt.
- 1975: Chris Evert gewinnt gegen Martina Navratilova die French Open in Paris.
- 1998: Die Chicago Bulls gewinnen mit Michael Jordan ihre sechste NBA-Meisterschaft in acht Jahren.
- 2007: Im Finale der NBA Playoffs 2007 gewinnen die San Antonio Spurs ihren vierten NBA-Titel. Der Franzose Tony Parker, von den San Antonio Spurs, wird als erster Europäer in der NBA-Geschichte zum NBA Finals MVP gewählt.
- 2009: Die Los Angeles Lakers gewinnen im Playoff-Finale gegen Orlando Magic ihren 15. NBA-Titel.
- 2018: Die Fußball-Weltmeisterschaft in Russland beginnt.

Einträge von Leichtathletik-Weltrekorden befinden sich unter der jeweiligen Disziplin unter Leichtathletik.
Einträge zu Fußballweltmeisterschaftsspielen finden sich in den Unterseiten von Fußball-Weltmeisterschaft. Das Gleiche gilt für Fußball-Europameisterschaften.

## Geboren

### Vor dem 19. Jahrhundert
- 1444: Nilakantha Somayaji, indischer Mathematiker und Astronom
- 1472: Jakob Feer, Luzerner Patrizier
- 1529: Ferdinand II., Habsburger Adeliger, Erzherzog von Österreich, Landesfürst von Tirol
- 1546: Wolfgang II. von Hohenlohe, Graf von Hohenlohe und Herr von Langenburg
- 1626: Werner Theodor Martini, deutscher Rechtsgelehrter
- 1645: Haquin Spegel, schwedischer lutherischer Theologe und Erzbischof von Uppsala
- 1654: Mauriz von Menzingen, Schweizer römisch-katholischer Ordenspriester
- 1657: Cornelius Cruys, norwegisch-niederländischer Admiral in russischen Diensten
- 1677: Johann Jakob Baier, deutscher Mediziner und Geologe
- 1678: Ulrik Christian Gyldenløve, dänischer Admiral

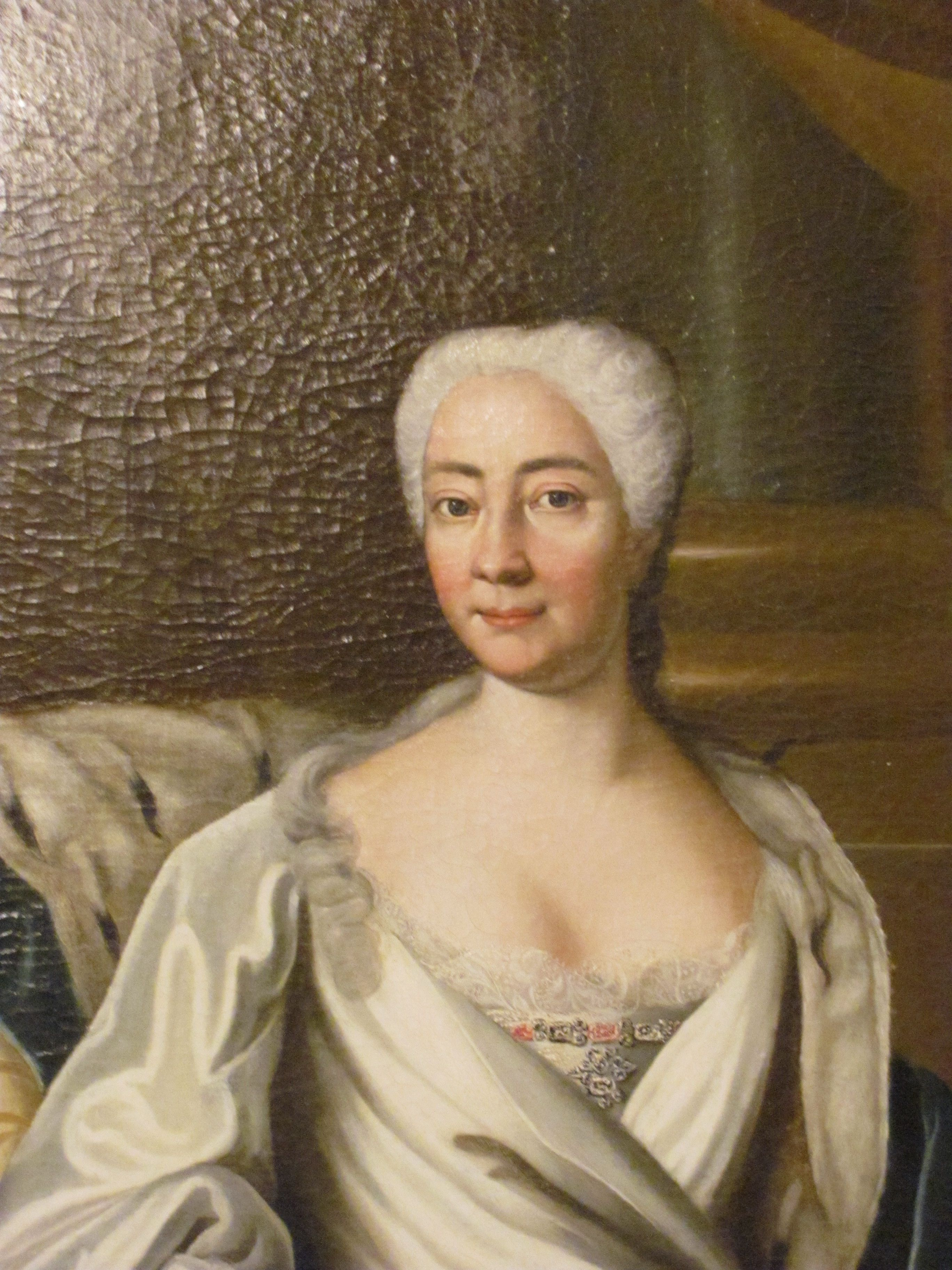
Charlotte Wilhelmine von Sachsen-Coburg-Saalfeld (* 1685)

- 1685: Charlotte Wilhelmine von Sachsen-Coburg-Saalfeld, Gräfin von Hanau-Münzenberg
- 1710: Peder Kofod Ancher, dänischer Rechtsgelehrter
- 1712: Sayat Nova, armenischer Sänger, Dichter, Geistlicher und Komponist
- 1724: Johann Friedrich Knöbel, deutscher Architekt und Baumeister
- 1726: Johannes Zumpe, englischer Tafelklavierbauer
- 1730: Antonio Sacchini, italienischer Komponist
- 1734: Gaspard Jean-Baptiste de Brunet, französischer General
- 1735: Johann Ludwig Avenarius, thüringischer Jurist in preußischen Diensten

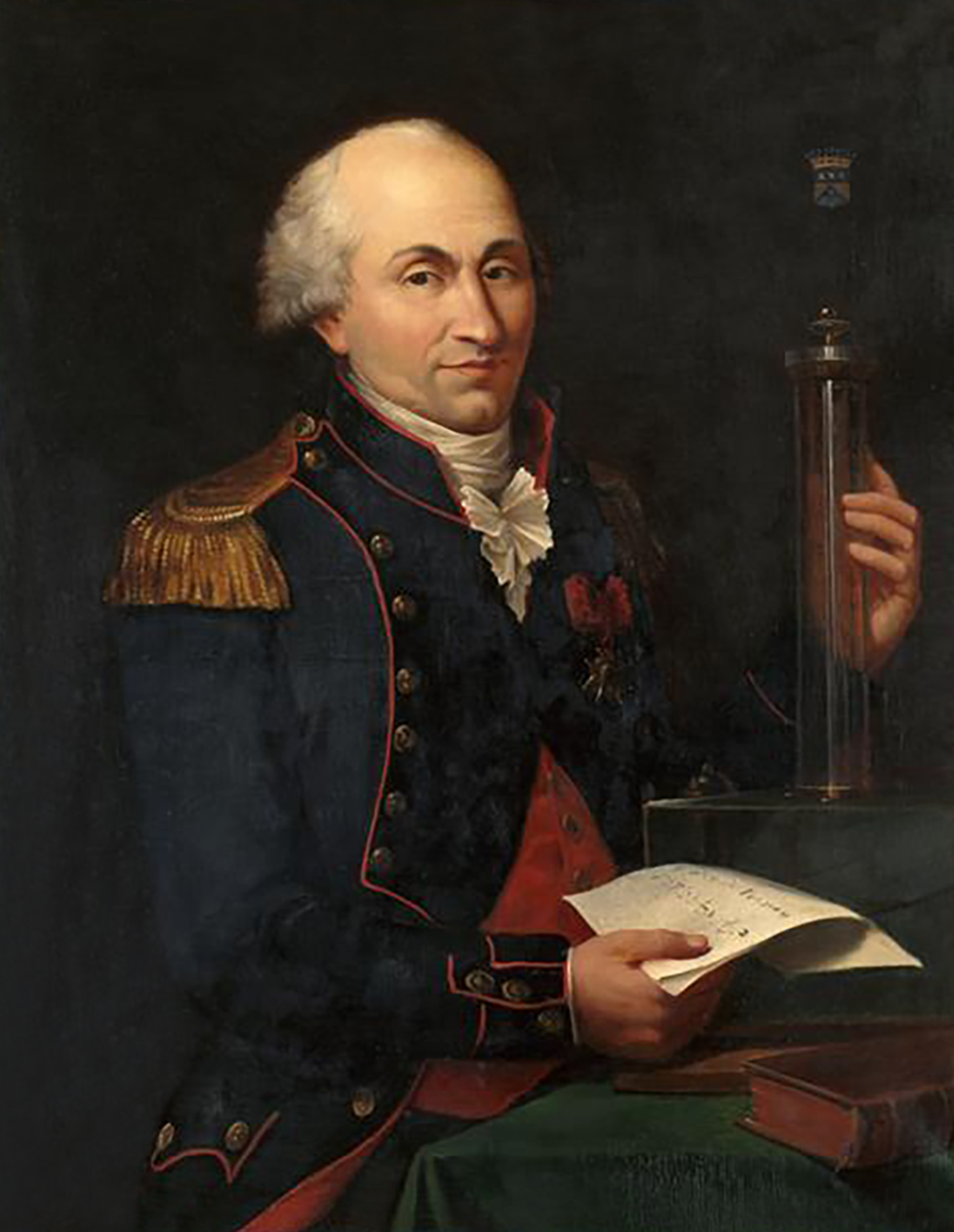
Charles Augustin de Coulomb (* 1736)

- 1736: Charles Augustin de Coulomb, französischer Physiker
- 1747: Viktor Franz Anton Glutz-Ruchti, Schweizer katholischer Geistlicher
- 1753: Ludwig I., Landgraf von Hessen-Darmstadt und Großherzog von Hessen und bei Rhein
- 1758: Christian August Günther, deutscher Jurist
- 1761: Ernst Christian Wilhelm Ackermann, Weimarer Staatsbeamter und Schriftsteller
- 1763: Johann Simon Mayr, deutscher Opernkomponist und Musiklehrer in Italien
- 1764: Ernst Müller, deutscher Schriftsteller und Privatgelehrter
- 1765: Franz von Egger, österreichischer Jurist und Hochschullehrer
- 1766: Johann Georg Ferdinand Jacobi, Jurist und Bürgermeister von Dresden
- 1767: James Lanman, US-amerikanischer Politiker
- 1772: Gustaf Johan Billberg, schwedischer Zoologe, Botaniker und Anatom
- 1772: Ludwig Philipp Christian von Türcke, deutscher Jurist
- 1774: Johann Carl Freiesleben, sächsischer Oberberghauptmann
- 1796: Nikolai Dmitrijewitsch Braschman, österreichisch-russischer Mathematiker

### 19. Jahrhundert

#### 1801–1850
- 1802: Ludwig August von Autenrieth, württembergischer Jurist und Politiker
- 1807: Iwan Soschenko, ukrainischer Maler und Kunstlehrer

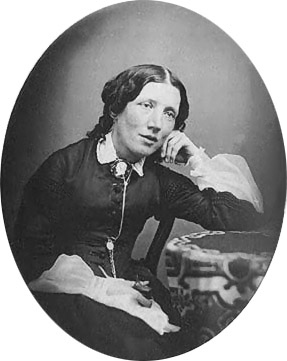
Herriet Beecher Stowe (* 1811)

- 1811: Harriet Beecher Stowe, US-amerikanische Schriftstellerin
- 1812: Wilhelm Floto, deutscher Komödiendichter
- 1814: Henry A. Edmundson, US-amerikanischer Politiker, Mitglied des Repräsentantenhauses
- 1817: Theobald Kerner, deutscher Arzt und Dichter
- 1817ː Emilie Leibnitz, deutsche Pianistin
- 1819: François Stroobant, belgischer Kunstmaler, Graveur, Zeichner, Lithograf, Aquarellist und Illustrator
- 1826: Sigmund Aschrott, deutscher Industrieller und Städtebauer
- 1835: Nikolai Rubinstein,  russischer Pianist, Dirigent, Musikpädagoge und Komponist
- 1835: Adolf Stern, deutscher Literaturhistoriker und Schriftsteller
- 1837: Bruno zu Ysenburg und Büdingen, Fürst zu Ysenburg-Büdingen
- 1838: Yamagata Aritomo, japanischer Militärführer und Politiker, Premierminister, Nationalheld
- 1838: Wilhelm Girardet, deutscher Buchbinder, Buchdrucker und Verleger
- 1845: Antonio Maceo, kubanischer General
- 1849: Hugo von Habermann, deutscher Maler und Zeichner

#### 1851–1900
- 1851: Ernst Fuchs, österreichischer Augenarzt
- 1854: Georg Domizlaff, deutscher Feld-Oberpostmeister
- 1854: Nell Kimball, US-amerikanische Prostituierte und Autorin
- 1856: Dimityr Blagoew, bulgarischer Politiker und marxistischer Theoretiker
- 1856: Andrei Andrejewitsch Markow, russischer Mathematiker
- 1857: Ignaz Petschek, böhmischer Bankier, Kohlengroßhändler und Großindustrieller
- 1858: Carl Heinrich Stratz, deutscher Gynäkologe
- 1862: John Joseph Glennon, irisch-US-amerikanischer Priester, Erzbischof von St. Louis und Kardinal

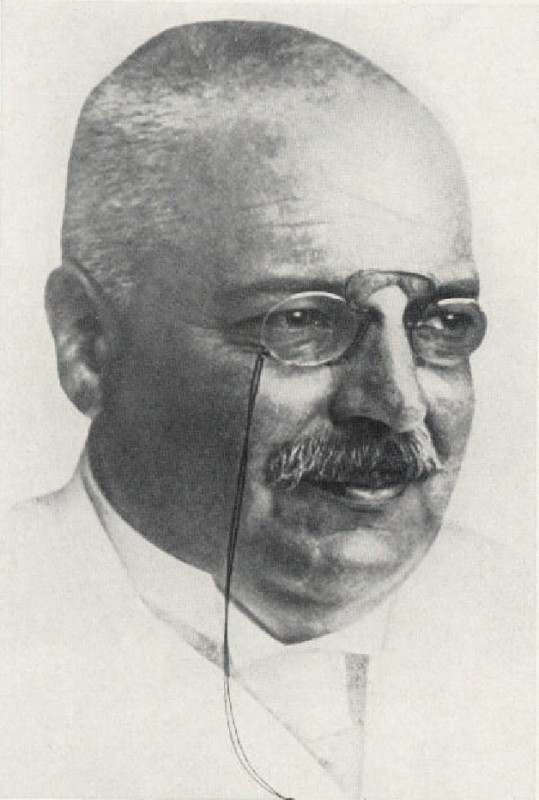
Alois Alzheimer (* 1864)

- 1864: Alois Alzheimer, deutscher Psychiater und Neuropathologe (Alzheimer-Krankheit)
- 1864: John Meier, deutscher Volksliedforscher
- 1868: Alfons Dopsch, österreichischer Mediävist und Diplomatiker
- 1868: Karl Landsteiner, österreichischer Bakteriologe und Serologe, Nobelpreisträger (Entdecker des ABO-Blutgruppensystems)

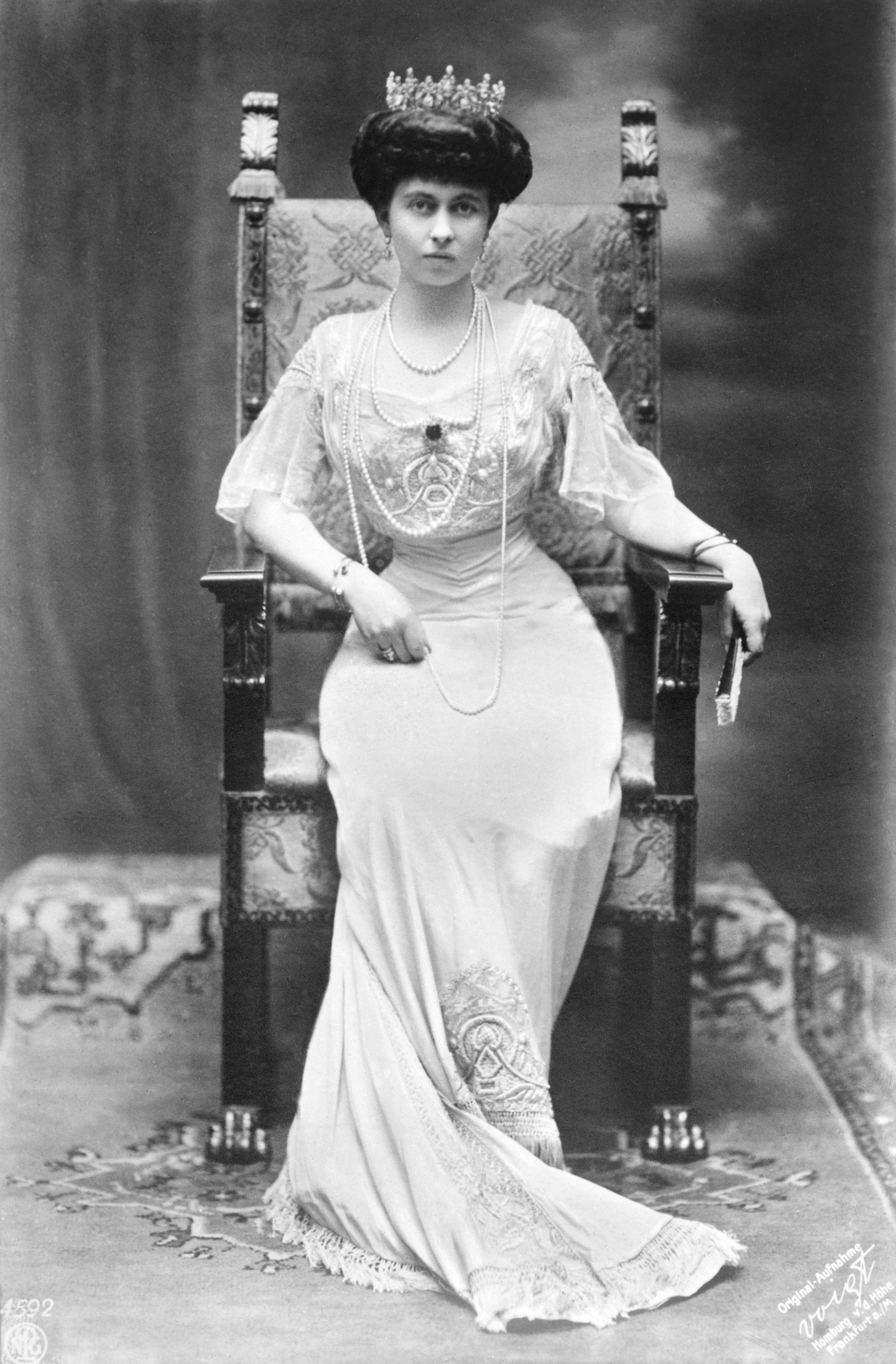
Sophie von Preußen (* 1870)

- 1870: Sophie von Preußen, deutsche Ehefrau von Konstantin I. von Griechenland
- 1870: Harry Puddicombe, kanadischer Musikpädagoge und Komponist
- 1874: Ota Wićaz, sorbischer Literatur- und Kulturhistoriker und Schriftsteller
- 1875: Clemens von Franckenstein, deutscher Opernkomponist und Generalintendant in München
- 1875ː Paula Santa, Opernsängerin und Gesangspädagogin, Opfer der Shoa
- 1876: Jakob Meisenheimer, deutscher Chemiker
- 1876ː Clara Russo, deutsche Opernsängerin, Holocaust-Opfer
- 1876: George Townshend, irischer Bahai
- 1877: Jane Bathori, französische Sängerin
- 1877: Giovanni Prini, italienischer Bildhauer und Maler
- 1879: Theodor Abele, deutscher Schulmann
- 1880: Walter von Molo, deutscher Schriftsteller
- 1881: Karl Müller, deutscher Botaniker und Önologe
- 1883: Franz Landsberger, deutscher Kunsthistoriker
- 1886: Georg Zacharias, deutscher Schwimmer
- 1888: Jacques de Lacretelle, französischer Schriftsteller

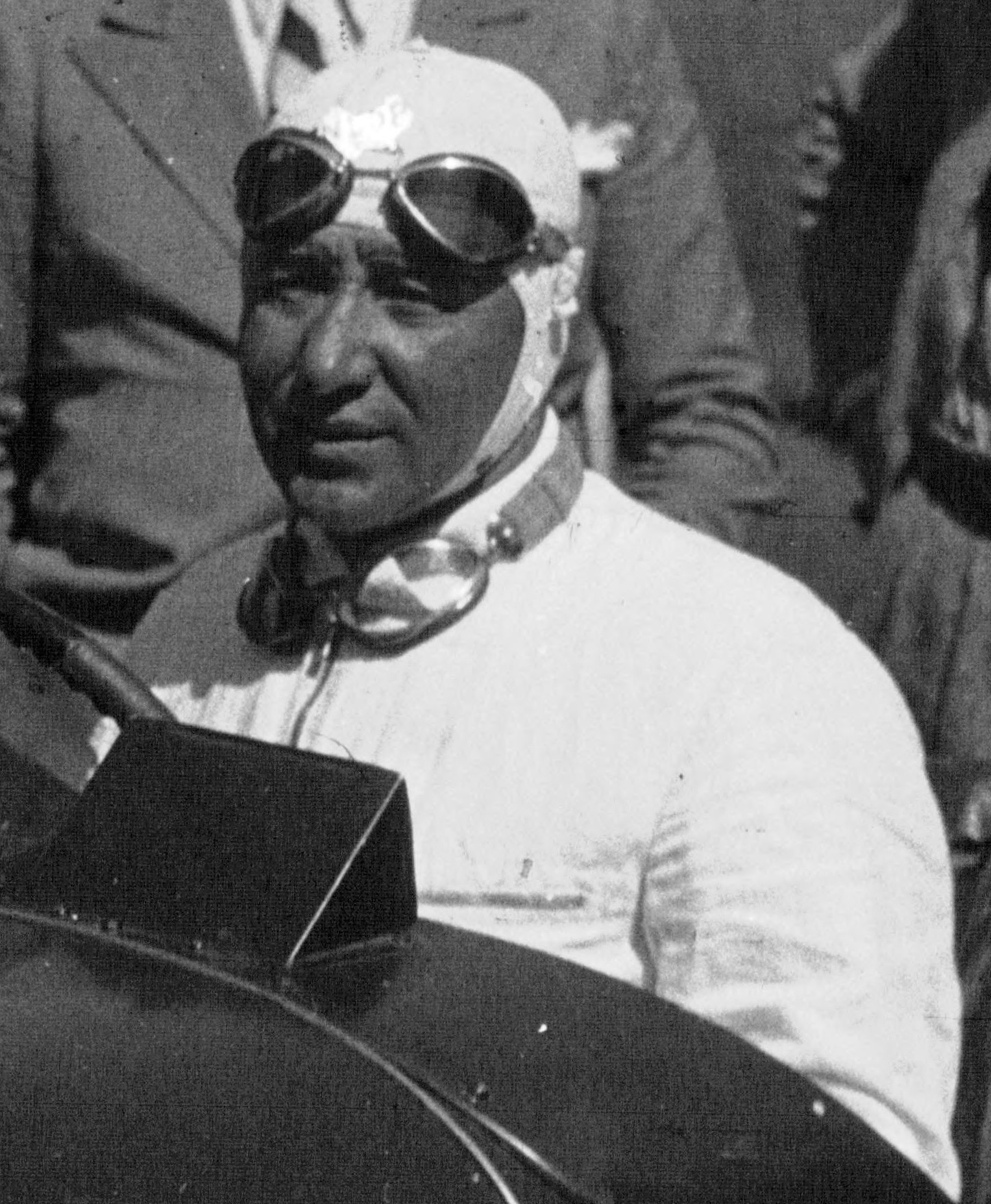
Amedeo Ruggeri (* 1889)

- 1889: Amedeo Ruggeri, italienischer Motorrad- und Automobilrennfahrer
- 1890: Paul Gehring, deutscher Bibliothekar und Wirtschaftshistoriker
- 1890: Louis Joseph Reicher, US-amerikanischer Geistlicher
- 1891: Walther Asal, deutscher Generalstabsarzt und Chirurg
- 1891: André Isoré, französischer Politiker
- 1891: Alexander Melentjewitsch Wolkow, russischer Schriftsteller und Mathematikprofessor
- 1892: Ernst Penzoldt, deutscher Dichter und Erzähler
- 1894: Elmire Koref, österreichische Schauspielerin
- 1894: Heddle Nash, englischer Sänger
- 1895: Karl Heinz Abshagen, deutscher Jurist, Journalist, Reiseschriftsteller und Biograf
- 1895: Jack Adams, kanadischer Eishockeyspieler, -trainer und -manager
- 1897: Ladislaus Kmoch, österreichischer Karikaturist und Comiczeichner
- 1898: Hertha Bucher, deutsch-österreichische Keramikerin
- 1898: Arthur Kusterer, deutscher Komponist und Dirigent
- 1899: Vasile Aftenie, rumänisch griechisch-katholischer Weihbischof

### 20. Jahrhundert

#### 1901–1925
- 1901ː Florence Attridge, britische Leiterin eines Teams in der Marconi-Funkfabrik
- 1901: Werner Hausmann, Schweizer Schauspieler, Fernsehmoderator, Autor, Hörspielregisseur und -sprecher
- 1901: Heinrich Rempel, deutscher Prähistoriker
- 1903: Dorothy Brady, US-amerikanische Mathematikerin, Ökonomin
- 1903: Alonzo Church, US-amerikanischer Mathematiker
- 1904: Benno Ammann, Schweizer Dirigent und Komponist
- 1904: Margaret Bourke-White, US-amerikanische Fotografin

Jenny Jugo (* 1904)

- 1904: Jenny Jugo, österreichische Schauspielerin
- 1904: Marion Gräfin Yorck von Wartenburg, deutsche Juristin und Richterin, Widerstandskämpferin gegen den Nationalsozialismus
- 1905: Liesel Bach, deutsche Kunstfliegerin
- 1906: Kurt Apitz, deutscher Pathologe und Hochschullehrer
- 1907: Volker Aschoff, deutscher Professor
- 1907: René Char, französischer Dichter
- 1907: Otto Hongler, Schweizer Wirtschaftswissenschaftler und Hochschullehrer
- 1907: Paul Klinger, deutscher Schauspieler
- 1908: Bernd Aldenhoff, deutscher Opernsänger
- 1908ː Kathleen Raine, britische Schriftstellerin

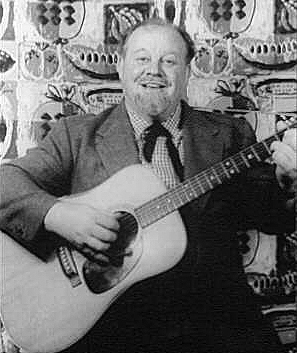
Burl Ives (* 1909)

- 1909: Burl Ives, US-amerikanischer Sänger und Schauspieler
- 1909: Harald Meschendörfer, deutscher Maler und Graphiker
- 1910: Pieter Arie Hendrik de Boer, niederländischer reformierter Theologe
- 1910: Carlo Ceresoli, italienischer Fußballspieler und -trainer
- 1910: Rudolf Kempe, deutscher Dirigent
- 1911: Lew Jakowlewitsch Abramow, russischer Schachspieler und -schiedsrichter
- 1911: Marcel Perincioli, Schweizer Bildhauer
- 1912: Annibale Bugnini, katholischer Geistlicher
- 1913: Henry Banks, US-amerikanischer Automobilrennfahrer
- 1913: Marija Ruljancic, australische Supercentenarian
- 1915: Marion Epstein, US-amerikanische Mathematikerin
- 1916: Wilhelm Aduatz, österreichischer Architekt
- 1916: Karl-Rudi Griesbach deutscher Komponist
- 1916: Heinz-Joachim Heydorn, deutscher Pädagoge

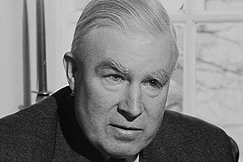
Georg Henrik von Wright (* 1916)

- 1916: Georg Henrik von Wright, finnischer Philosoph
- 1917: Atle Selberg, norwegischer Professor der Mathematik
- 1918: Timothy Mofolorunso Aluko, nigerianischer Schriftsteller
- 1919: Richard Aspöck, österreichischer Gärtnergehilfe, NS-Opfer
- 1919: Arnold Huebner, deutscher Soldat
- 1919: Hans Loew, rumäniendeutscher Kunstlehrer, Grafiker und Maler
- 1919: June Spencer, britische Schauspielerin
- 1920: Mihai Brediceanu, rumänischer Komponist und Dirigent
- 1921: Samuel Ashcroft, US-amerikanischer Pionier der Blindenschrift
- 1921: Yasuhiro Ishimoto, japanisch-US-amerikanischer Fotograf
- 1922: Günter Freund, deutscher Hörfunkmoderator

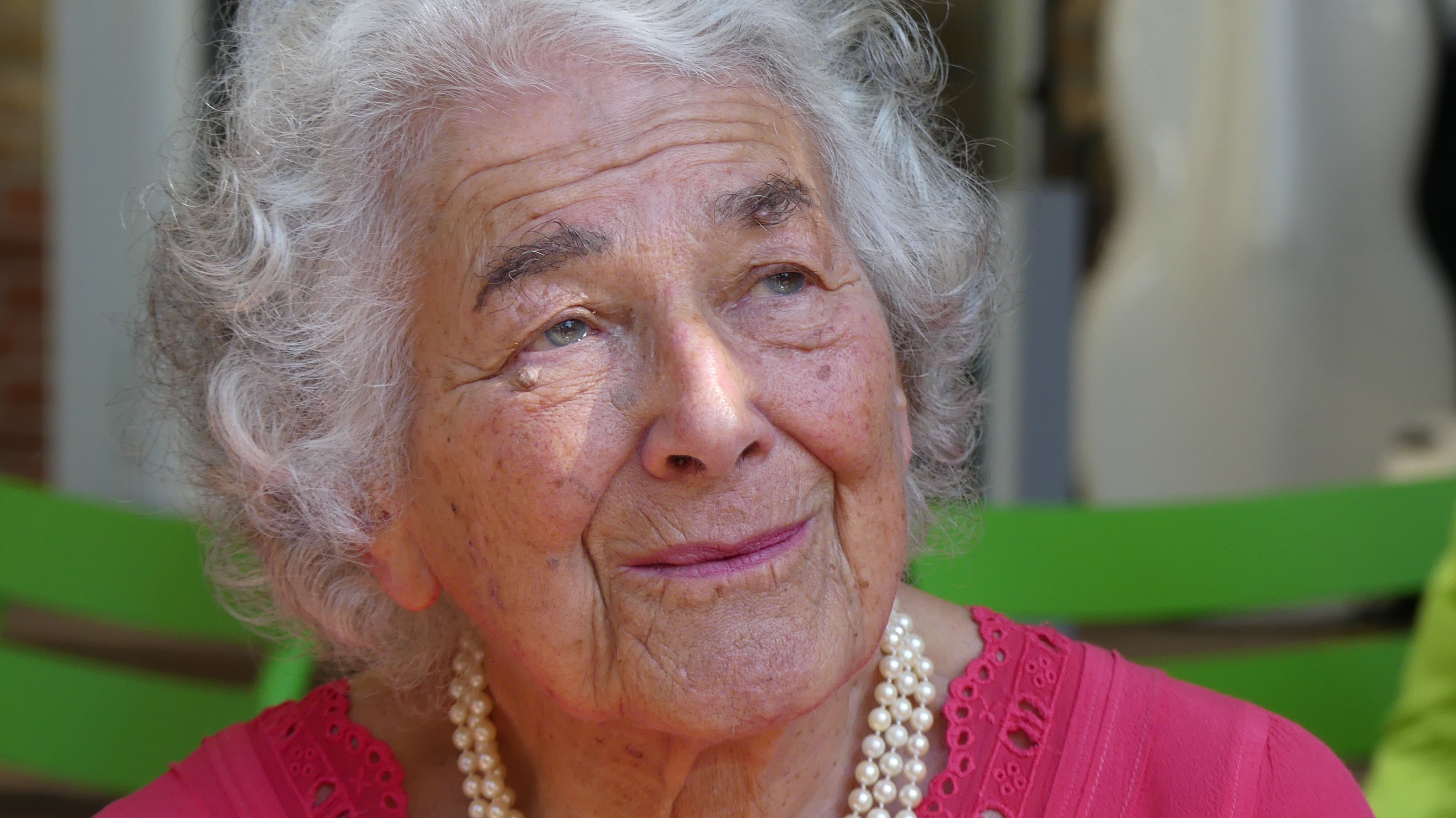
Judith Kerr (* 1923)

- 1923: Judith Kerr, deutsche Malerin, Designerin und Autorin
- 1923: Robert Watts, US-amerikanischer Künstler und Bildhauer
- 1924: Karimuddin Asif, indischer Filmregisseur
- 1924: Miriam Dell, neuseeländische Bürgerrechtlerin
- 1924: James Whyte Black, britischer Pharmakologe, Nobelpreisträger
- 1925ː Mercedes Barranco, spanische Schauspielerin
- 1925: Iván Darvas, ungarischer Schauspieler
- 1925: Jean-Louis Rosier, französischer Automobilrennfahrer
- 1925: Pierre Salinger, US-amerikanischer Journalist, Pressesprecher von John F. Kennedy und Lyndon B. Johnson, Senator

#### 1926–1950
- 1926: Hermann Kant, deutscher Schriftsteller
- 1926: Don Newcombe, US-amerikanischer Baseballspieler
- 1926: Otto Ziege, deutscher Radrennfahrer und Radsportfunktionär
- 1927: Gert Augst, deutscher Kirchenmusiker
- 1927: Erich Wiesner, österreichischer Industrieller und Politiker, LAbg
- 1928: Pepsi Auer, deutscher Jazzmusiker

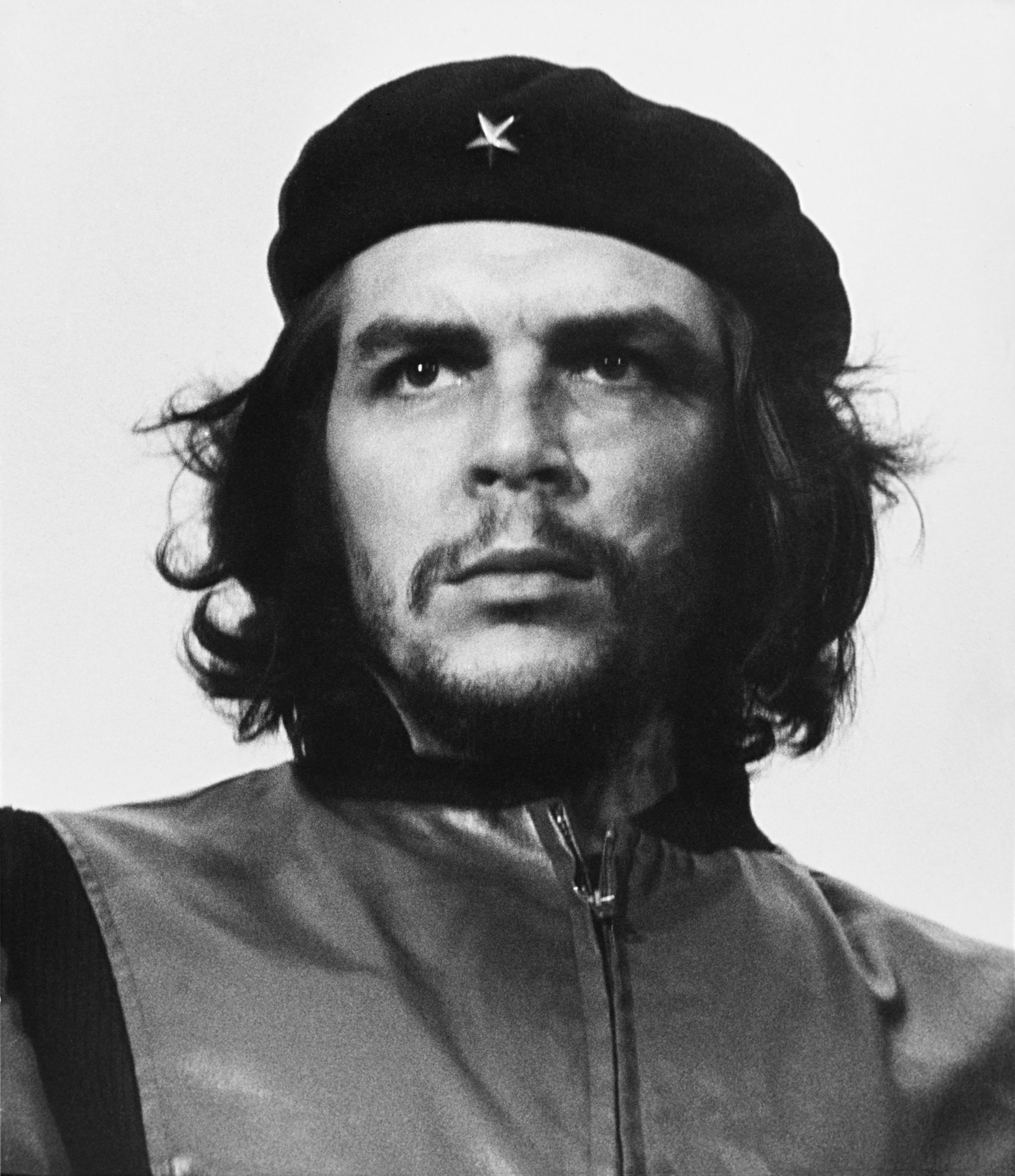
Che Guevara (* 1928)

- 1928: Che Guevara, kubanischer Revolutionär, Politiker und Guerillaführer, Minister
- 1929: Alexander Böhm, deutscher Rechtswissenschaftler
- 1929: Keizō Hino, japanischer Schriftsteller
- 1929: Rupert Lay, deutscher Philosoph und Theologe, Unternehmensberater und Psychotherapeut
- 1930: Werner Arnold, Schweizer Radsportler
- 1930: Michel Attenoux, französischer Musiker
- 1930: Josef Ceremuga, tschechischer Komponist und Musikpädagoge
- 1930: Włodzimierz Odojewski, polnischer Schriftsteller
- 1931: German Grigorjewitsch Okunew, russischer Komponist, Pianist und Pädagoge
- 1931: Sieghardt Rupp, österreichischer Schauspieler
- 1931: Ines Torelli, Schweizer Kabarettistin, Sängerin und Volksschauspielerin
- 1931: Jr. Walker, US-amerikanischer Tenorsaxophonist
- 1932: Joe Arpaio, US-amerikanischer Sheriff
- 1932: Henri Schwery, Schweizer Geistlicher, Bischof von Sion

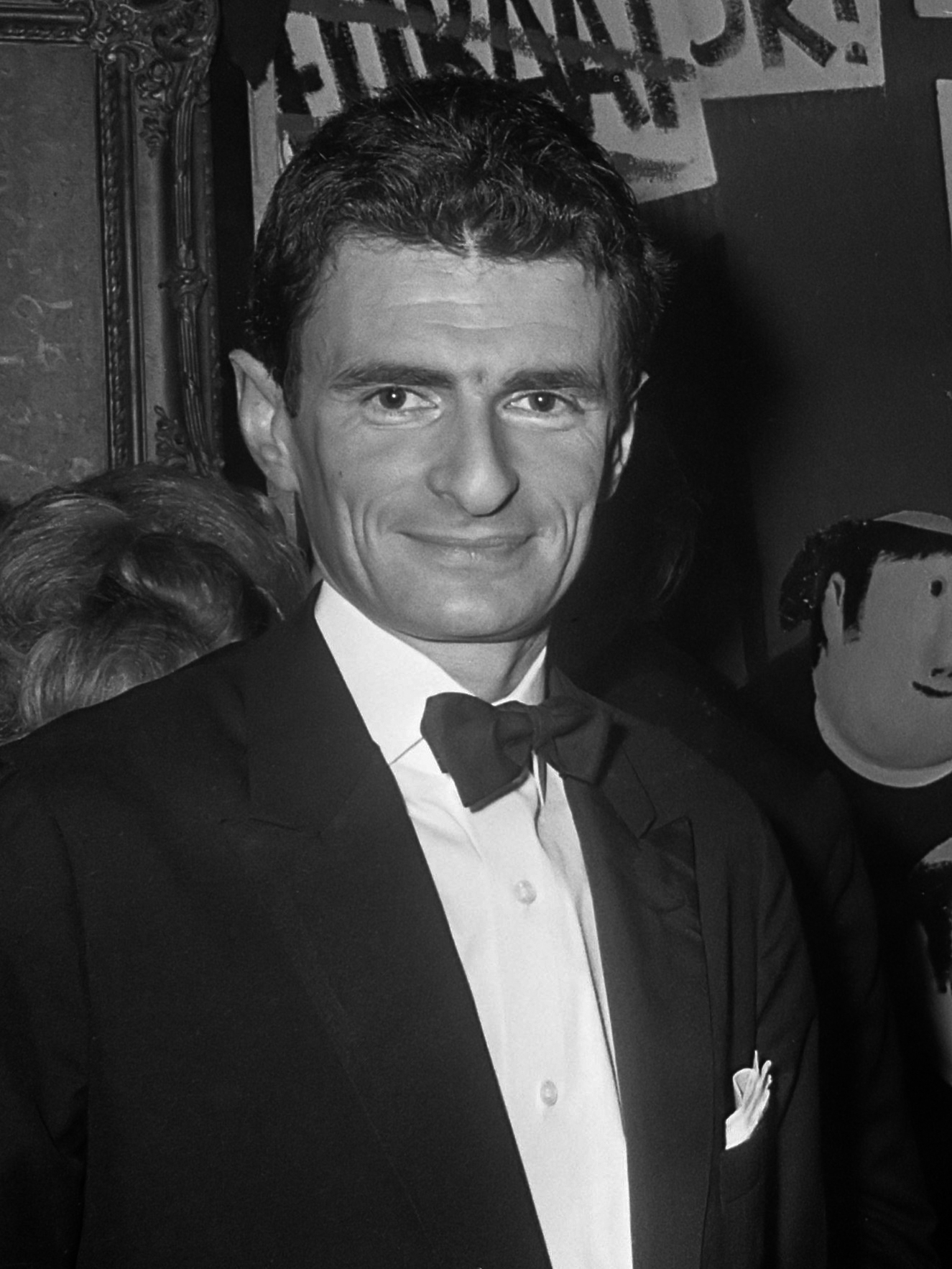
Jerzy Kosiński (* 1933)

- 1933: Jerzy Kosiński, US-amerikanischer Schriftsteller
- 1933: Margaret Raspé, deutsche Künstlerin und Fotografin
- 1934: Peter O. Chotjewitz, deutscher Schriftsteller und Jurist
- 1934: Mieke Telkamp, niederländische Sängerin
- 1935: Dieter Forte, deutscher Schriftsteller
- 1936: Wolfgang Behrendt, deutscher Boxer, Olympiasieger
- 1936: Mack Yoho, US-amerikanischer American-Football-Spieler
- 1937: Hans-Ulrich Klose, deutscher Politiker, MdHB, Senator, Erster Bürgermeister von Hamburg, MdB
- 1938: Roberto Antonelli, italienischer Schauspieler

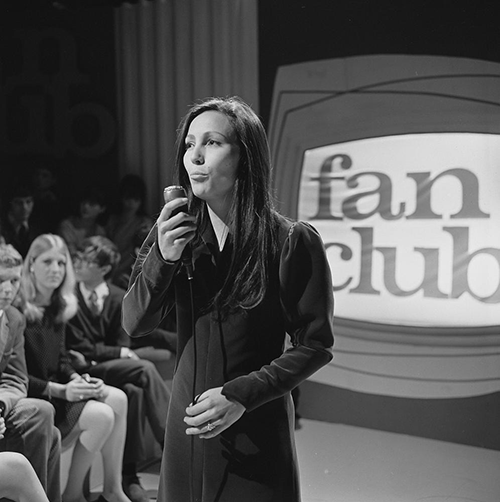
Julie Felix (* 1938)

- 1938: Julie Felix, US-amerikanische Sängerin
- 1939: Dankwart Guratzsch, deutscher Journalist

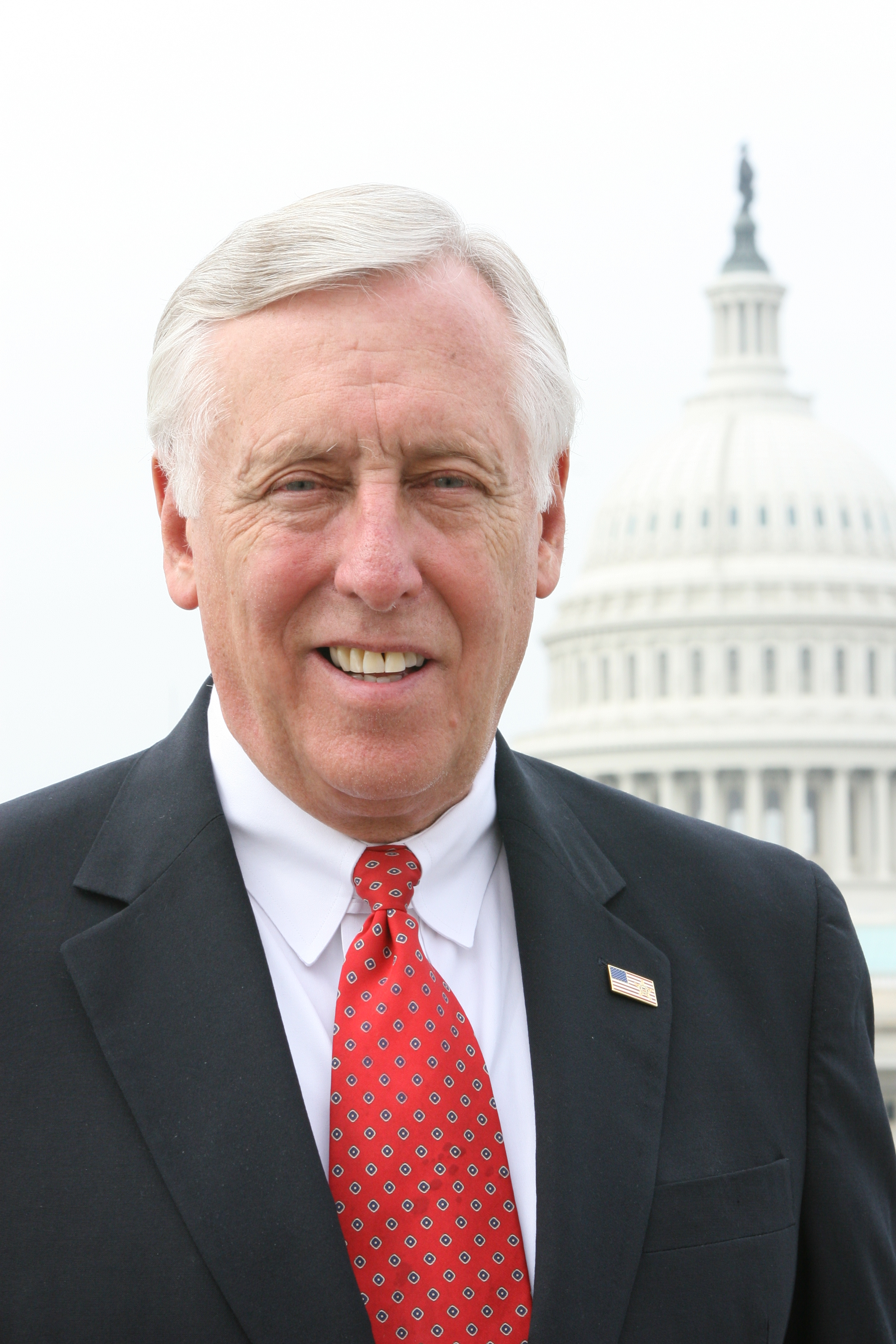
Steny Hoyer (* 1939)

- 1939: Steny Hoyer, US-amerikanischer Politiker, Mitglied des Repräsentantenhauses
- 1939: John Rulon-Miller, US-amerikanischer Automobilrennfahrer
- 1940: Luisa Muraro, italienische Philosophin
- 1940: Horst Teltschik, deutscher Politischer Beamter und Wirtschaftsmanager
- 1942: Jim Busby, US-amerikanischer Automobilrennfahrer und Rennstallbesitzer

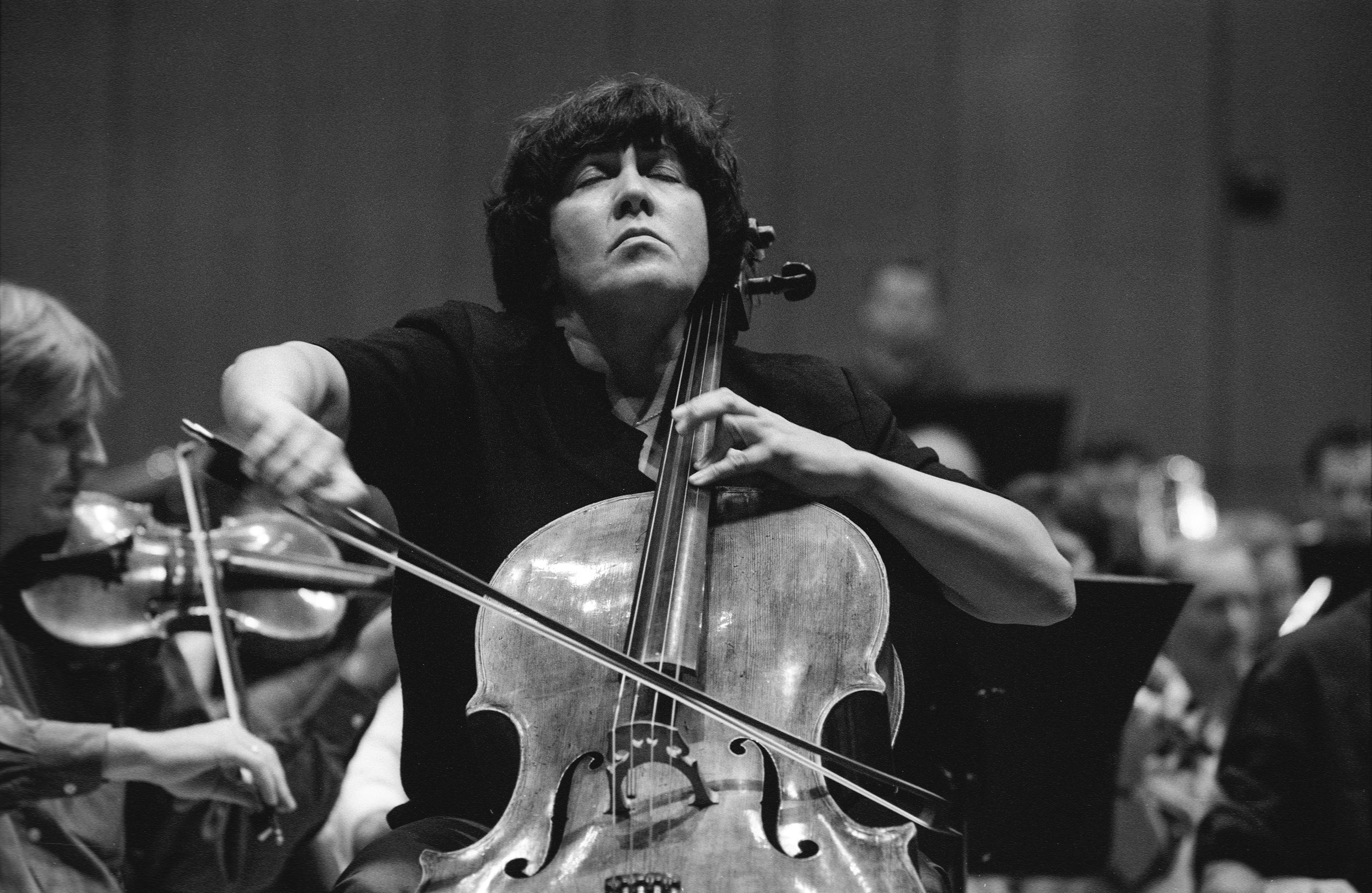
Natalja Grigorjewna Gutman (* 1942)

- 1942: Natalja Grigorjewna Gutman, russische Cellistin
- 1943: Maja Stolle, Schweizer Schauspielerin
- 1945: Rod Argent, britischer Musiker
- 1945: Jörg Immendorff, deutscher Maler und Bildhauer
- 1945: Matthyas Jenny, Schweizer Schriftsteller und Literaturvermittler
- 1945: Alfred Worm, österreichischer Journalist

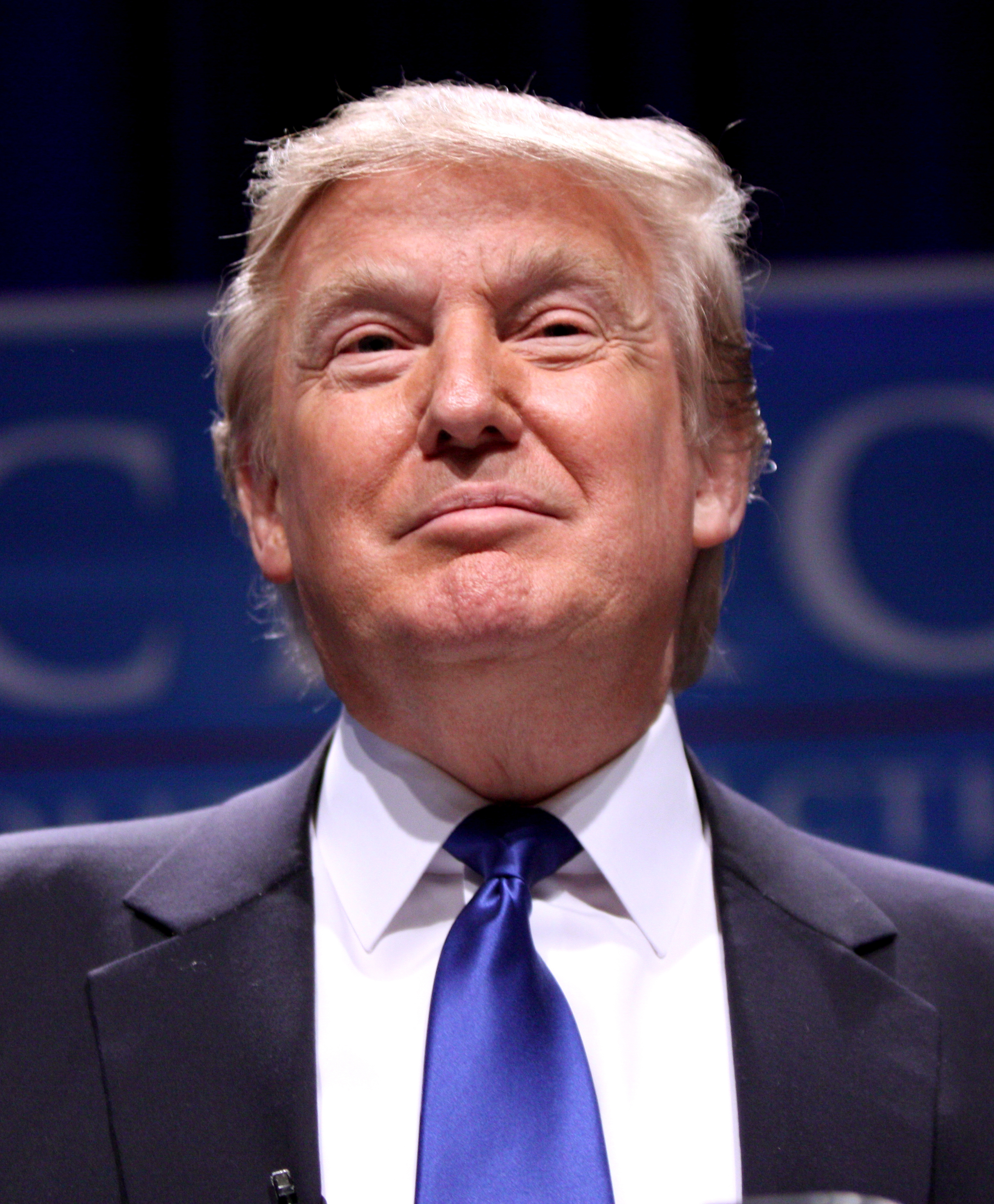
Donald Trump (* 1946)

- 1946: Donald Trump, US-amerikanischer Unternehmer, Entertainer und Politiker, Staatspräsident
- 1946: Ahmad Zahir, afghanischer Sänger
- 1947: Ernst Berg, niederländischer Automobilrennfahrer
- 1947: Barry Melton, US-amerikanischer Rockmusiker
- 1948ː Nazima, indische Bollywood-Schauspielerin
- 1949: Antony Sher, britischer Schauspieler, Schriftsteller und Maler
- 1949: Harry Turtledove, US-amerikanischer Historiker und Schriftsteller
- 1949: Alan White, britischer Schlagzeuger (Yes)
- 1950: Cosey, Schweizer Comic-Zeichner und Illustrator
- 1950: Karl Hrynda, deutscher Fußballspieler
- 1950: Rowan Williams, britischer Theologe und Politiker, Erzbischof von Canterbury, Primas von England

#### 1951–1975

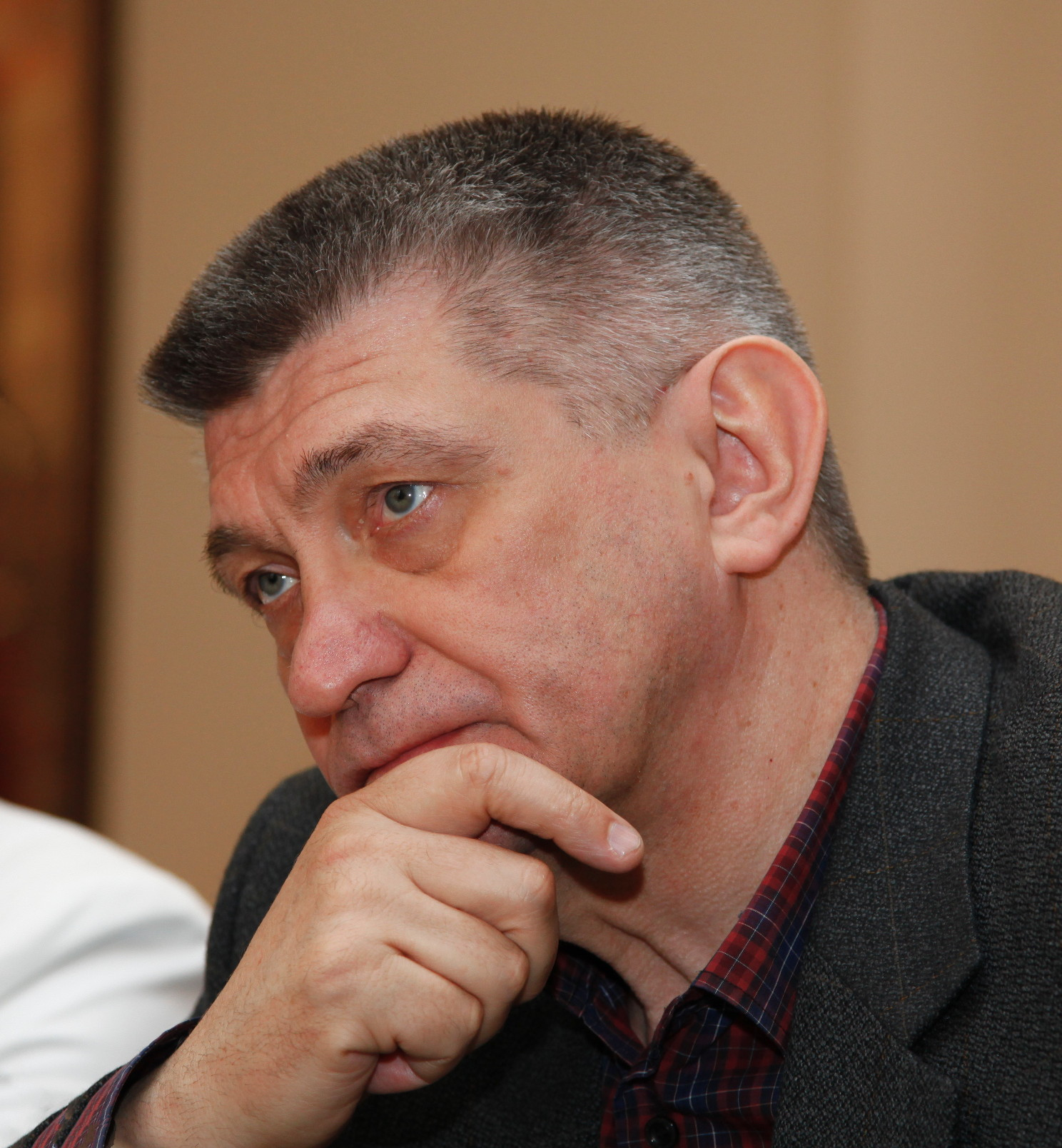
Alexander Sokurow (* 1951)

- 1951: Alexander Nikolajewitsch Sokurow, russischer Regisseur und Drehbuchautor
- 1951: David Yip, britischer Schauspieler
- 1952: Alois Schwarz, österreichischer römisch-katholischer Bischof
- 1953: Hanna Laslo, israelische Kabarettistin, Komödiantin und Schauspielerin
- 1954: Gianna Nannini, italienische Liedermacherin und Rocksängerin
- 1954: Will Patton, US-amerikanischer Schauspieler
- 1955: Kirron Kher, indische Schauspielerin
- 1956: Juan Carlos Baglietto, argentinischer Singer-Songwriter
- 1956: King Diamond, dänischer Heavy-Metal-Sänger
- 1957: Irmtraud Fischer, österreichische Theologin
- 1958: Kenny Drew Jr., US-amerikanischer Jazz-Pianist
- 1958: Angelika Duganisch-Neeb, deutsche Lyrikerin
- 1958: Eric Heiden, US-amerikanischer Eisschnellläufer

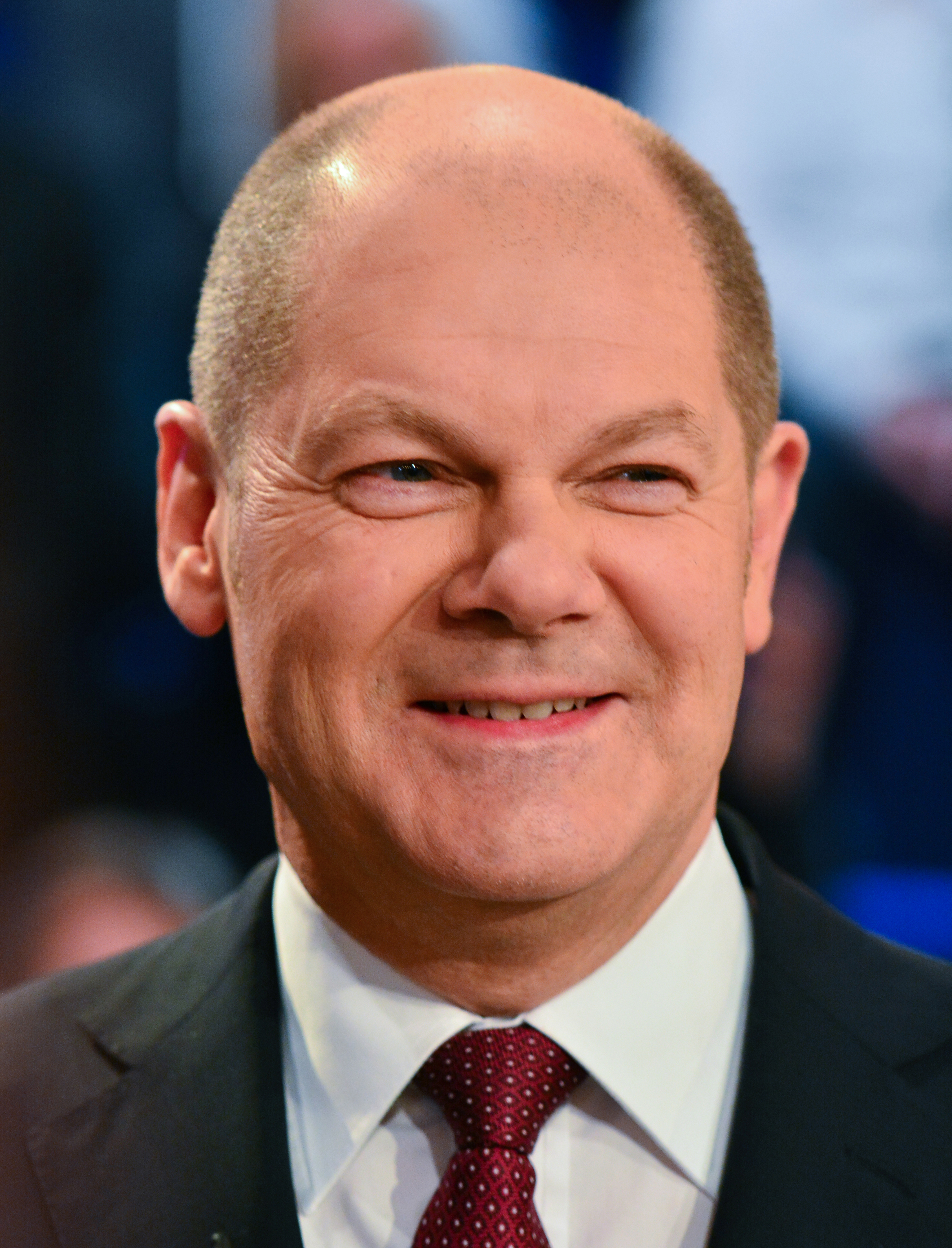
Olaf Scholz (* 1958)

- 1958: Olaf Scholz, deutscher Politiker, Innensenator und Erster Bürgermeister von Hamburg, MdB, mehrfacher Bundesminister, Bundeskanzler
- 1959: Marcus Miller, US-amerikanischer Musiker und E-Bassist
- 1959: Roland Stadler, Schweizer Tennisspieler
- 1960: Sibylle Rauch, deutsche Schauspielerin und Pornodarstellerin
- 1960: Ermias Sahle-Selassie, Enkel von Haile Selassie, Präsident des äthiopischen Kronrats
- 1961: Boy George, britischer Sänger
- 1961ː Anna Matscher, italienische Sterneköchin (Südtirol)
- 1961: Dirk Schlegel, deutscher Fußballspieler
- 1962: Stig Rossen, dänischer Sänger und Schauspieler
- 1963: Rambo Amadeus, montenegrinischer Sänger und Komponist
- 1963: Arne Körtzinger, deutscher Chemiker, Meeresforscher und Hochschullehrer
- 1966: Traylor Howard, US-amerikanische Schauspielerin
- 1966: Luciana Souza, brasilianische Jazzsängerin und -komponistin
- 1968: Yasmine Bleeth, US-amerikanische Schauspielerin
- 1968: Uchnaagiin Chürelsüch, mongolischer Politiker

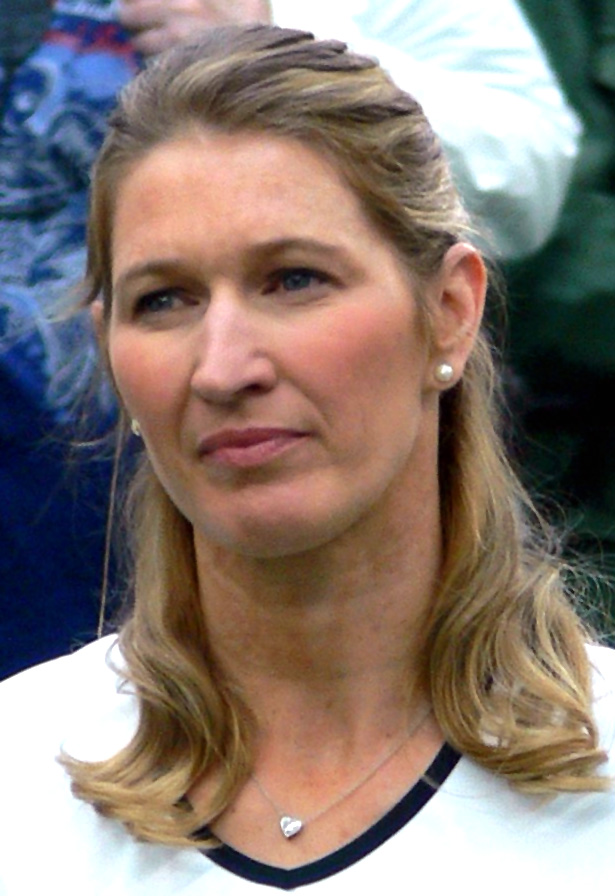
Steffi Graf (* 1969)

- 1969: Steffi Graf, deutsche Tennisspielerin
- 1969: Jackson Richardson, französischer Handballspieler
- 1969: Taylor Wily, US-amerikanischer Schauspieler
- 1970: Tetsuya Harada, japanischer Motorradrennfahrer
- 1971: Marco Bülow, deutscher Politiker, MdB
- 1971: Matthias Matz, deutscher Schauspieler
- 1971: Dirk Ossig, deutscher Schauspieler
- 1972: Moritz Anton, deutscher Kameramann
- 1972: Matthias Ettrich, deutscher Initiator des KDE-Projekts
- 1973: Remo Ankli, Schweizer Politiker
- 1973: Jan Filip, tschechischer Handballspieler
- 1973: Graham Usher, englischer Dartspieler
- 1974: Markus Aspelmeyer, österreichischer Physiker
- 1974: Joshua Radin, US-amerikanischer Musiker
- 1975: Domagoj Dukec, kroatisch-deutscher Automobildesigner
- 1975: Peer Kusmagk, deutscher Schauspieler und Moderator

#### 1976–2000
- 1976: Massimo Oddo, italienischer Fußballspieler

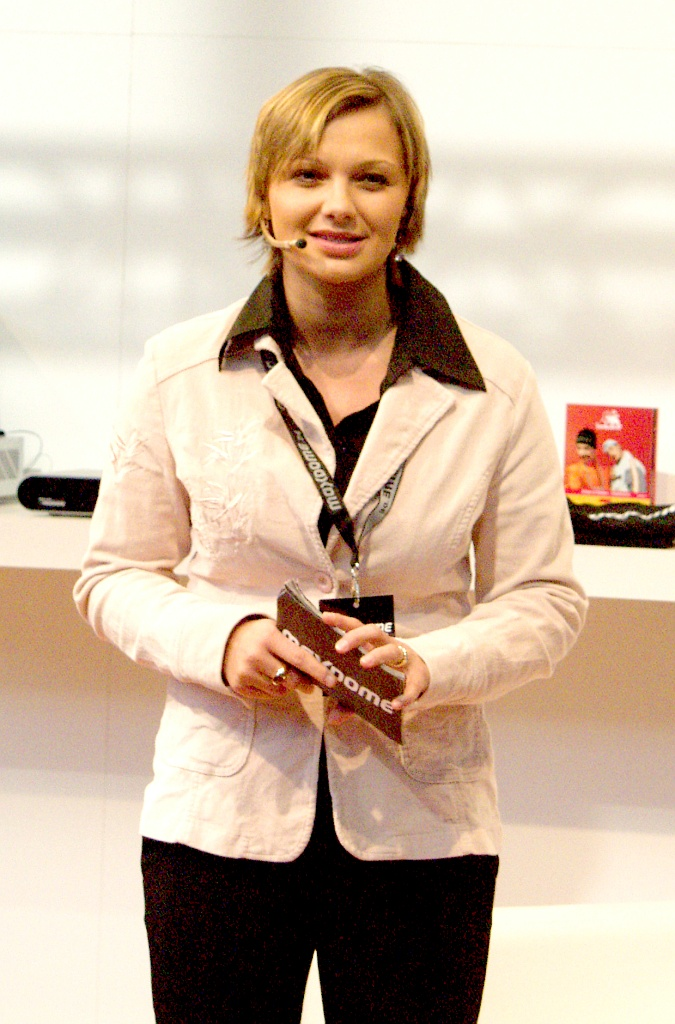
Alida Kurras (* 1977)

- 1977: Alida Kurras, deutsche Fernsehmoderatorin
- 1977: Black Kappa, jamaikanischer Dancehall-Sänger
- 1977: Haiducii, rumänische Sängerin
- 1978: Cathrine Paaske Sørensen, dänische Fußballspielerin
- 1978: Otar Tuschischwili, georgischer Ringer
- 1979: Johan Arneng, schwedischer Fußballspieler
- 1979: Norman Magolei, deutscher Moderator, Animateur und Schlagersänger
- 1979: Marcus Melzwig, deutscher Schauspieler und Sänger
- 1979: Constantin Schreiber, deutscher Journalist, Autor und Moderator
- 1979: Paradorn Srichaphan, thailändischer Tennisspieler
- 1980: Seb Castang, britischer Schauspieler
- 1981: Elano, brasilianischer Fußballspieler
- 1982: Salim Arrache, algerischer Fußballspieler
- 1982: Jamie Green, britischer Rennfahrer

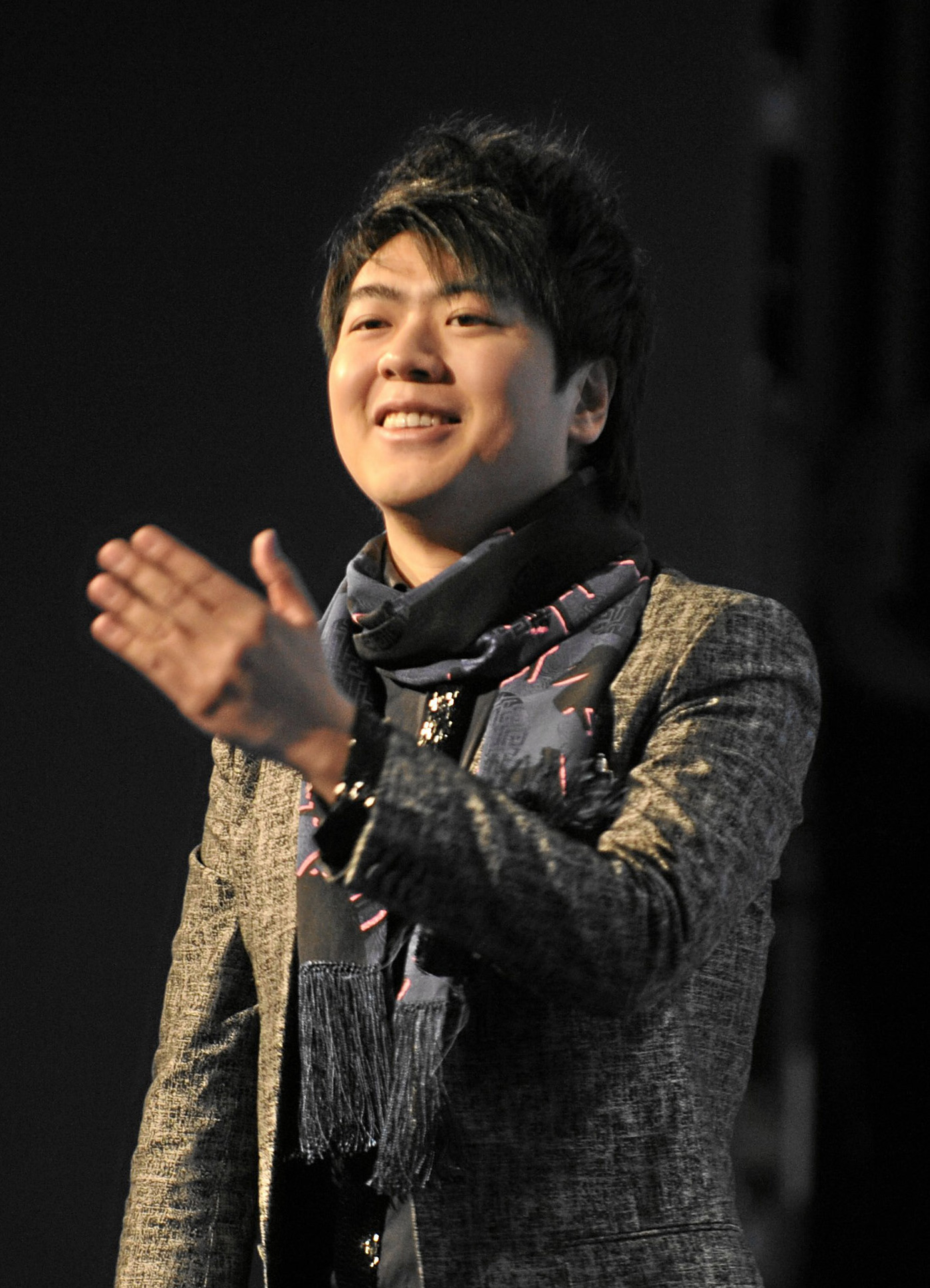
Lang Lang (* 1982)

- 1982: Lang Lang, chinesischer Pianist
- 1982: Volkan Melendiz, deutscher Popmusiker

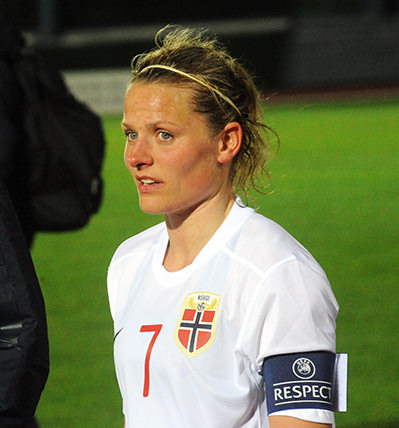
Trine Rønning (* 1982)

- 1982: Trine Rønning, norwegische Fußballspielerin
- 1983: Louis Garrel, französischer Schauspieler
- 1983: Anna Lührmann, deutsche Politikerin, MdB
- 1984: Siobhán Donaghy, britische Sängerin (Sugababes)
- 1986: Marko Hübenbecker, deutscher Bobfahrer
- 1986: Haley Hudson, US-amerikanische Schauspielerin
- 1987: Andrew Cogliano, kanadischer Eishockeyspieler
- 1988: Dayo Okeniyi, nigerianischer Schauspieler
- 1988: Kara Killmer, US-amerikanische Schauspielerin
- 1989: Cory Higgins, US-amerikanischer Basketballspieler

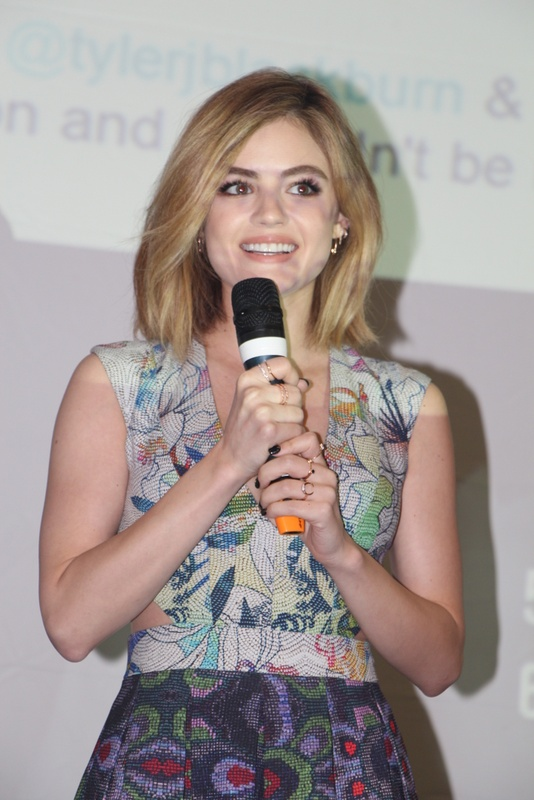
Lucy Hale (* 1989)

- 1989: Lucy Hale, US-amerikanische Schauspielerin und Sängerin
- 1990: Jeinkler Aguirre, kubanischer Wasserspringer
- 1990: Patrice Cormier, kanadischer Eishockeyspieler
- 1990: Robert Hering, deutscher Leichtathlet

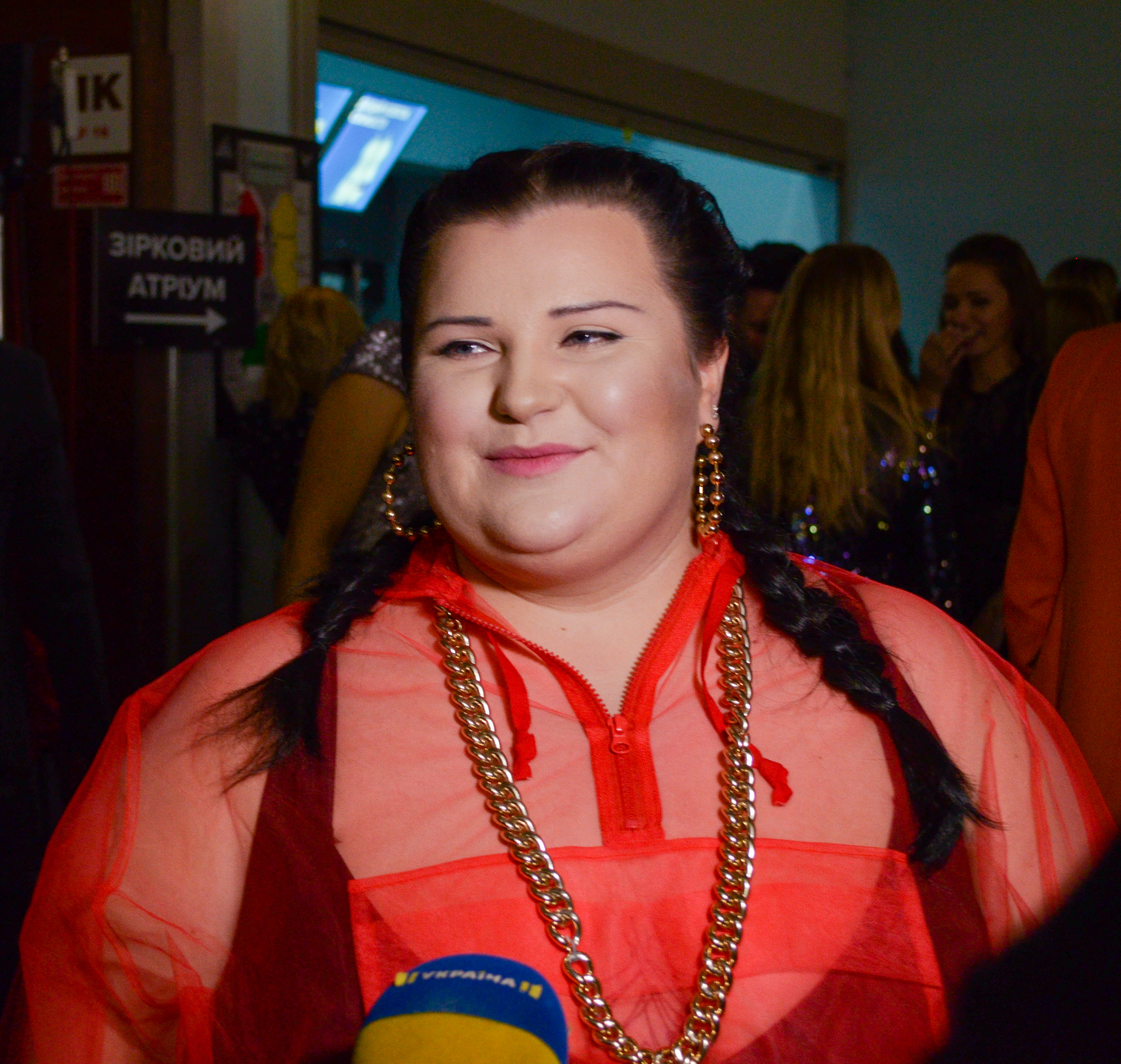
Alyona Alyona (* 1991)

- 1991: Alyona Alyona, ukrainische Rapperin
- 1991: Jorge Goncalvez, venezolanischer Rennfahrer
- 1991: Filip Kurto, polnischer Fußballspieler
- 1991: Kostas Manolas, griechischer Fußballspieler
- 1991: Robert Schulze, deutscher Handballspieler und -trainer
- 1993: Oceana Galmarini, Schweizer Fernsehmoderatorin
- 1996: Laquon Treadwell, US-amerikanischer American-Football-Spieler
- 1996: Carina Spack, deutsche Reality-Show-Teilnehmerin
- 1997: Fabio Gstrein, österreichischer Skirennläufer
- 1999: Linda Kummer, deutsche Schauspielerin
- 1999: Tzuyu, taiwanische Popsängerin

## Gestorben

### Vor dem 17. Jahrhundert
- 0714: Al-Haddschādsch, Statthalter der Umayyaden
- 0844: Hugo, Sohn Karls des Großen, fränkischer Politiker
- 0949: Dodo I., Bischof von Osnabrück
- 1046: Jeongjong, 10. König des koreanischen Goryeo-Reiches
- 1101: Irmgard von Rott, deutsche Adelige, Gräfin von Sulzbach
- 1126: Hugo I., Graf von Troyes
- 1205: Walter III., Graf von Brienne, Fürst von Tarent und Graf von Lecce
- 1349: Günther XXI., Graf von Schwarzburg-Blankenburg
- 1381: Simon Sudbury, Bischof von London, Erzbischof von Canterbury und Kanzler von England
- 1467: Margaret Beauchamp, Countess of Shrewsbury, englische Adlige
- 1493: Hermolaus Barbarus, italienischer Scholastiker, Dichter und Humanist
- 1497: Juan Borgia, 2. Herzog von Gandía, spanisch-italienischer Renaissancefürst
- 1542: Christoph Scheurl, deutscher Jurist, Diplomat und Humanist
- 1544: Anton II., Herzog von Lothringen
- 1548: Carpentras, französischer Renaissancekomponist
- 1575: Constantino de Bragança, Vizekönig von Portugiesisch-Indien
- 1583: Shibata Katsuie, japanischer General
- 1584: Abraham Buchholzer, deutscher evangelischer Theologe, Pädagoge und Historiker

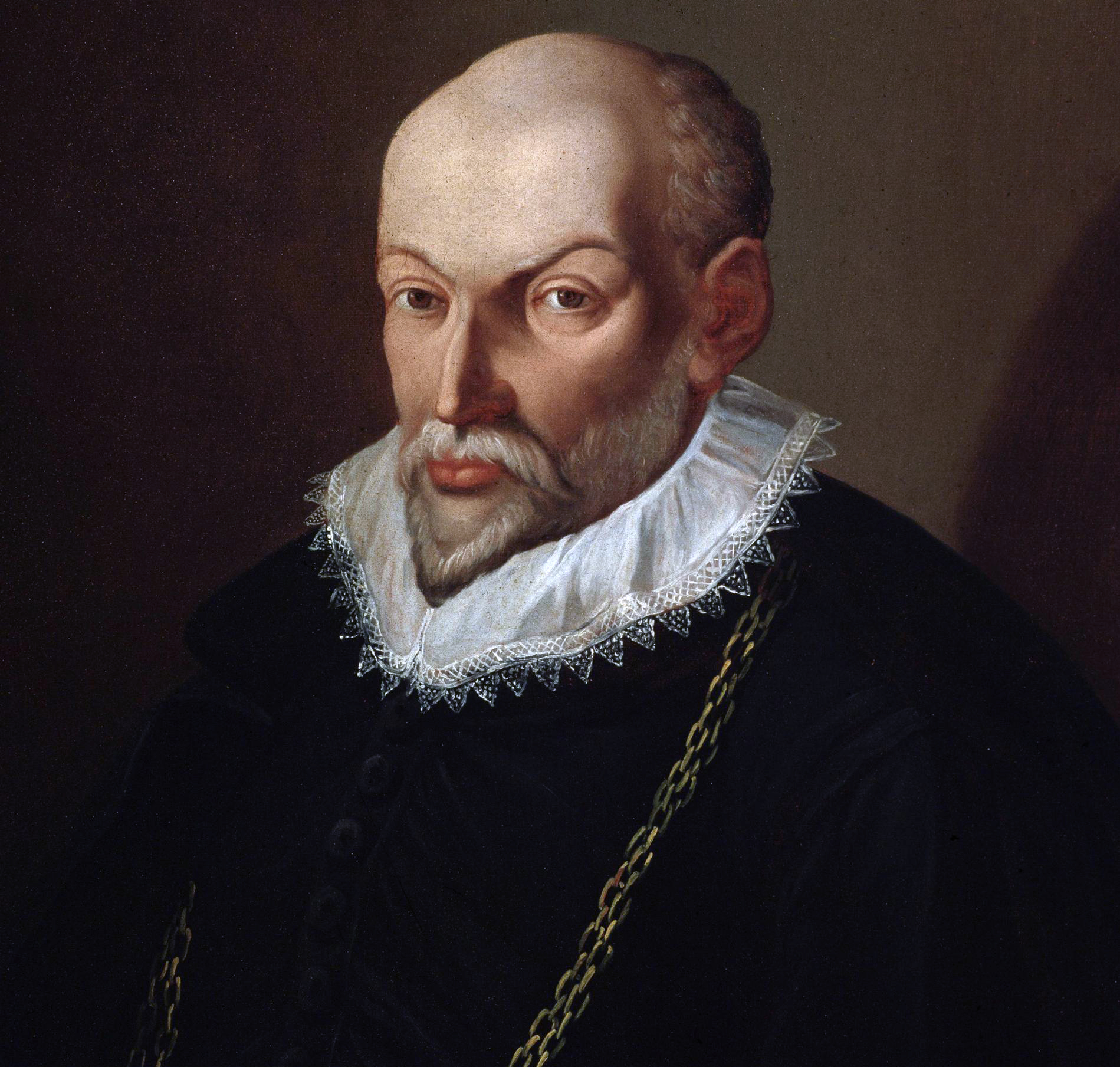
Orlando di Lasso († 1594)

- 1594: Orlando di Lasso, franco-flämischer Komponist der Hochrenaissance

### 17. und 18. Jahrhundert

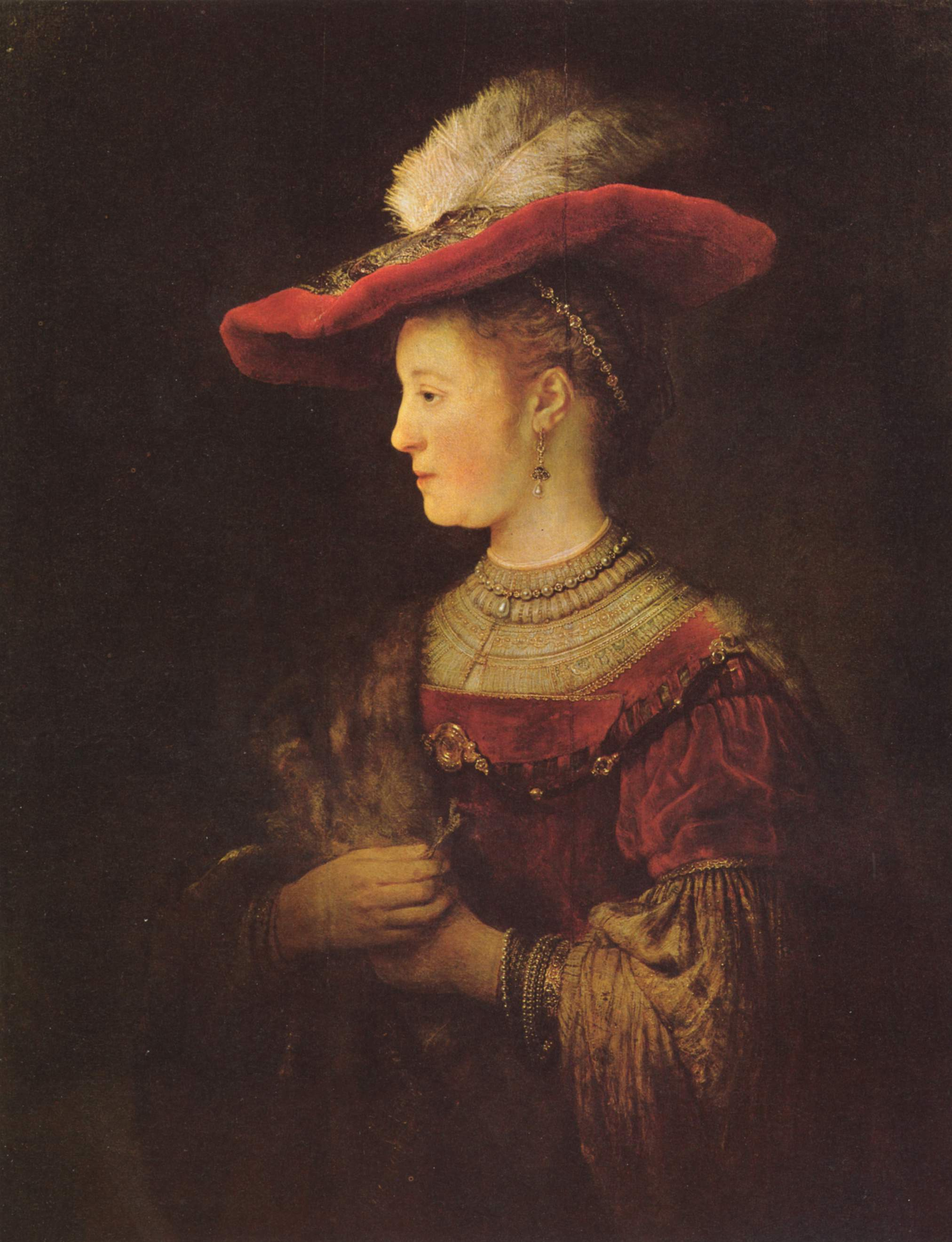
Saskia van Uylenburgh († 1642)

- 1642: Saskia van Uylenburgh, Ehefrau von Rembrandt van Rijn
- 1651: Hieronymus Bregno, Schweizer Bildhauer und Steinmetzmeister
- 1662: Henry Vane, englischer Politiker und Staatsmann
- 1679: Guillaume Courtois, italienischer Historien- und Kirchenmaler französischer Herkunft
- 1680: Sophia Báthory, Ehefrau von Georg II. Rákóczi, Fürst von Siebenbürgen
- 1701ː Juliana Patientia Schultt, deutsche geistliche Dichterin
- 1703: Jean Hérault de Gourville, französischer Finanzmann und Abenteurer
- 1707: Hieronymus Dathe, deutscher lutherischer Theologe
- 1709: Franz Ernst von Platen, Reichsgraf von Platen-Hallermund
- 1709: Gabriel Nicolas de la Reynie, erster Generalleutnant der französischen Polizei
- 1710: Johann Friedrich Alberti, deutscher Organist und Komponist
- 1710: Raoul-Auger Feuillet, französischer Tänzer, Ballettmeister, Choreograph, Notator und Herausgeber mehrerer Schriften zum Tanz
- 1720: Johann Zacharias Grundig, deutscher Sänger und Kreuzkantor in Dresden

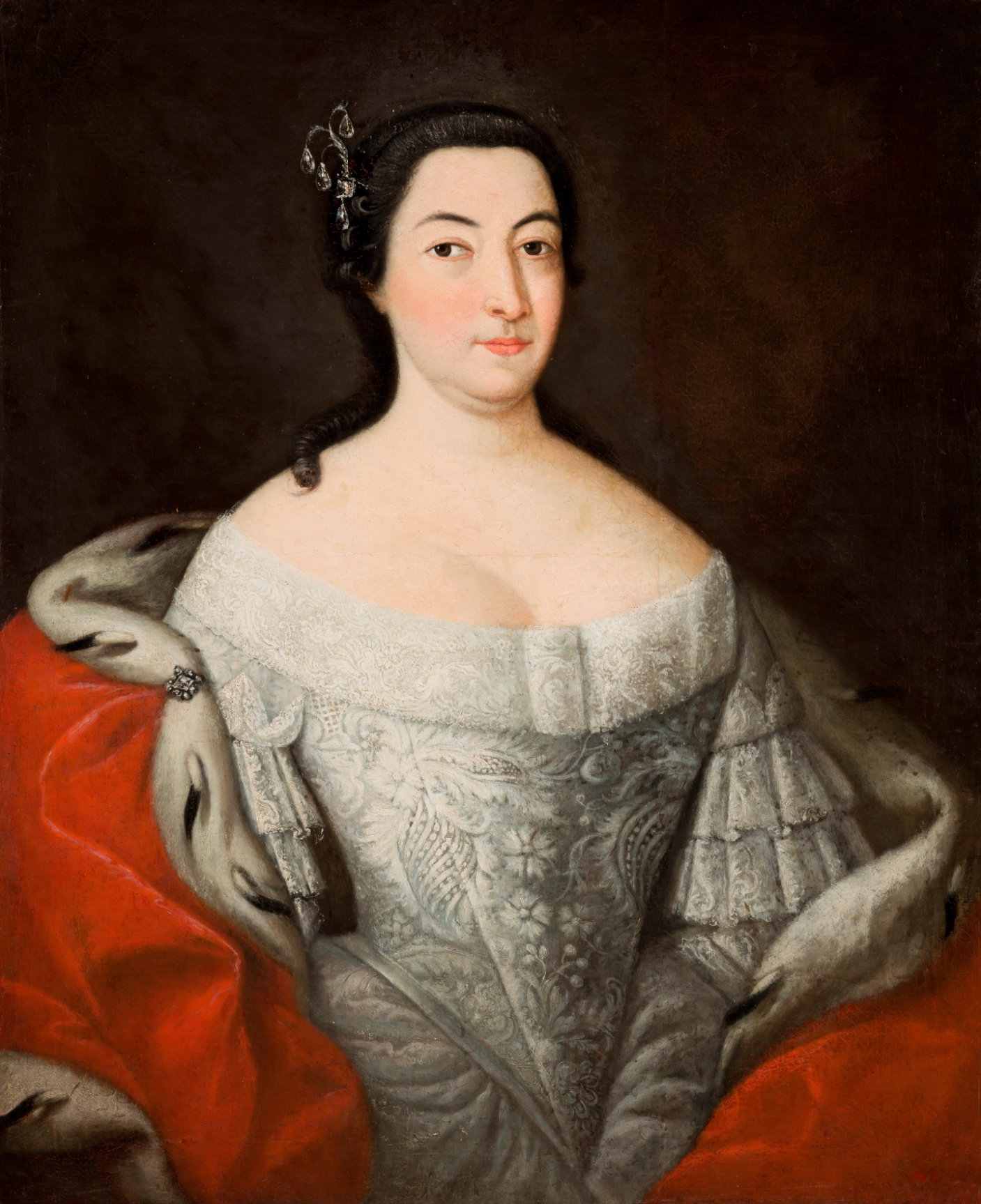
Katharina Iwanowna († 1733)

- 1733: Katharina Iwanowna, Herzogin zu Mecklenburg (-Schwerin)
- 1746: Colin Maclaurin,  britischer Mathematiker, Geodät und Geophysiker aus Schottland
- 1749: Jean Henri Huguetan, französischer Bankier in Dänemark
- 1750: Johann Christoph Balser, deutscher Rechtswissenschaftler
- 1752: Charles-Antoine Coypel, französischer Historienmaler und Dramatiker
- 1758: Abraham Kaau-Boerhaave, niederländischer Mediziner
- 1767: Johann Georg Wagner, deutscher Landschaftsmaler und Radierer
- 1782ː Christine Charlotte von Hessen-Kassel, Landgräfin in der Landgrafschaft Hessen-Kassel und Äbtissin im freiweltlichen Damenstift Herford
- 1785: Johann Rochus Egedacher, Salzburger Orgelbauer
- 1800: Louis Charles Antoine Desaix, französischer General
- 1800: Jean-Baptiste Kléber, französischer General

### 19. Jahrhundert
- 1801: Benedict Arnold, US-amerikanischer General im Unabhängigkeitskrieg, Überläufer zur britischen Armee
- 1825: Johann Christian Wagner, deutscher Jurist
- 1828: Carl August, Herzog und Großherzog von Sachsen-Weimar-Eisenach
- 1837: Giacomo Leopardi, italienischer Dichter
- 1838: Maximilian von Montgelas, bayerischer Politiker und Staatsreformer, Minister
- 1843: Johann Heinrich August von Duncker, deutscher Optiker und Industrieller
- 1846: Ernst Wilhelm Ackermann, deutscher Theologe und Dichter
- 1856: William Palmer, britischer Arzt und Serienmörder
- 1864: Pedro Santana, Präsident der Dominikanischen Republik
- 1865: Guillaume Despréaux, französischer Komponist
- 1865: Heinrich von der Mark, bayerischer Generalleutnant und Kriegsminister
- 1867: Jean Vidal, französischer Violinist und Dirigent
- 1871: Moritz Rathenau, deutscher Kaufmann und Unternehmer
- 1874: Félix Bungener, französisch-schweizerischer evangelischer Geistlicher
- 1874: Georg August Pritzel, deutscher Bibliothekar und botanischer Schriftsteller
- 1875: Heinrich Louis d’Arrest, deutscher Astronom in Berlin, Leipzig und Kopenhagen
- 1883: Charles J. Jenkins, US-amerikanischer Politiker, Gouverneur von Georgia
- 1886: Alexander Nikolajewitsch Ostrowski, russischer Dramatiker
- 1892: Eugène Borel, Schweizer Politiker
- 1894: Johan Andersson, schwedischer Bischof

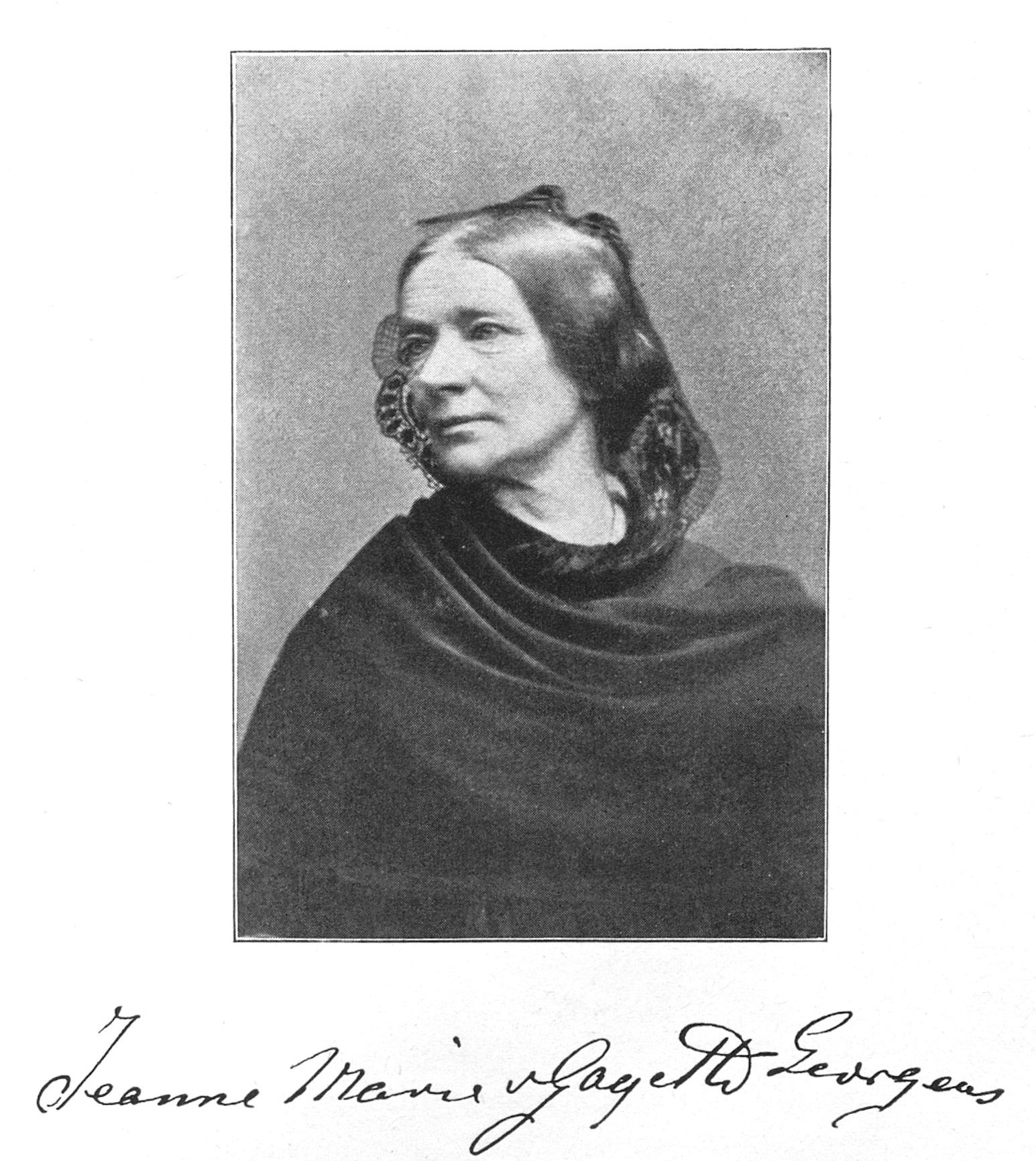
Jeanne Marie von Gayette-Georgens († 1895)

- 1895: Jeanne Marie von Gayette-Georgens, preußische Schriftstellerin und Pädagogin
- 1896: Gustav Häcker, deutscher Jurist und Liedtexter
- 1896: Friedrich von Oer, Oberer Kämmerer des Fürsten Ysenburg

### 20. Jahrhundert

#### 1901–1950
- 1903: Carl Gegenbaur, deutscher Mediziner, Anatom, Zoologe und Evolutionsbiologe
- 1907: Bartolomé Masó, kubanischer Freiheitskämpfer
- 1911: Fedor Flinzer, deutscher Autor, Pädagoge und Illustrator
- 1911: Johan Svendsen, norwegischer Komponist
- 1917: Thomas Wesley Benoist, US-amerikanischer Flugpionier
- 1918: John Harper Long, US-amerikanischer Chemiker
- 1920: Anna Maria Mozzoni, italienische Schriftstellerin und Journalistin

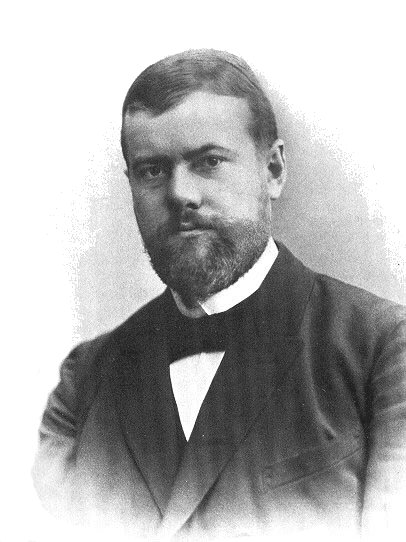
Max Weber († 1920)

- 1920: Max Weber, deutscher Soziologe, Jurist, Nationalökonom und Sozialökonom
- 1923: Evasio Lampiano, italienischer Automobilrennfahrer
- 1923: Aleksandar Stambolijski, bulgarischer Politiker
- 1924: Petko Petkow, bulgarischer Politiker
- 1925: Hermann Cardauns, deutscher Historiker und Schriftsteller

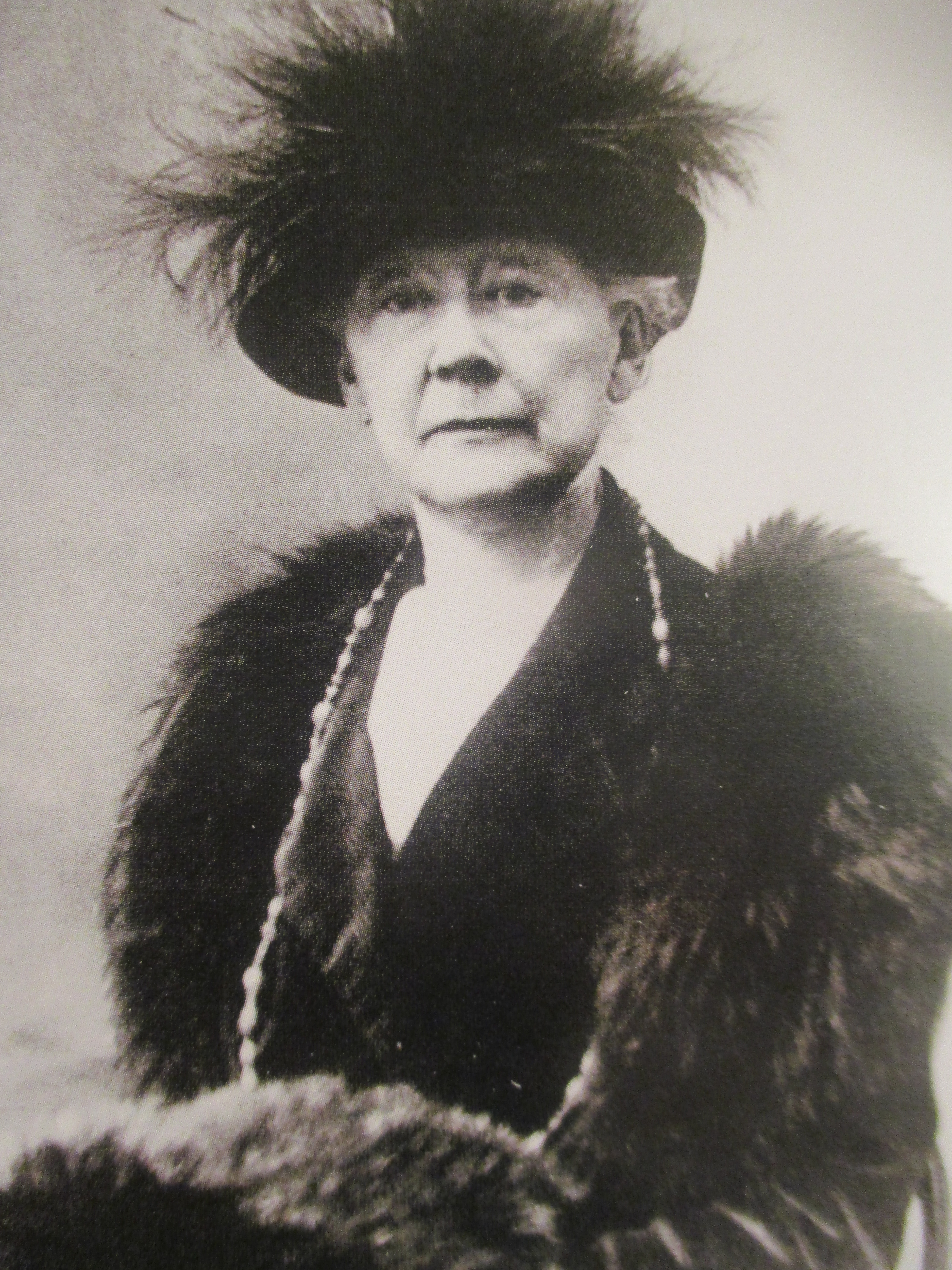
Mary Cassatt († 1926)

- 1926: Mary Cassatt, US-amerikanische Malerin

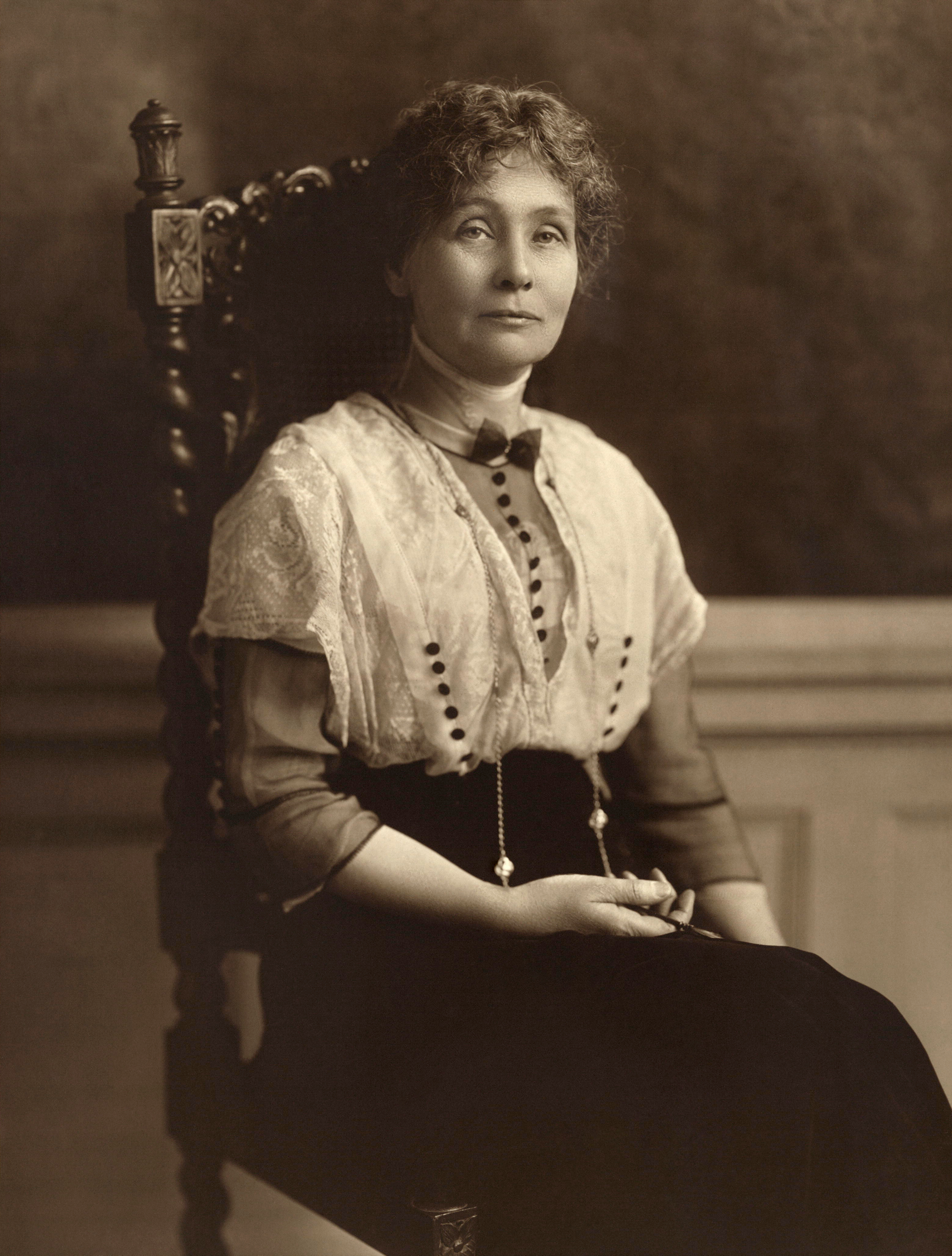
Emmeline Pankhurst († 1928)

- 1928: Daniël Clarembaux, belgischer Ruderer
- 1928: Emmeline Pankhurst, britische radikal-feministische Theoretikerin, Frauenrechtlerin
- 1929: Max Devrient, deutscher Theaterschauspieler

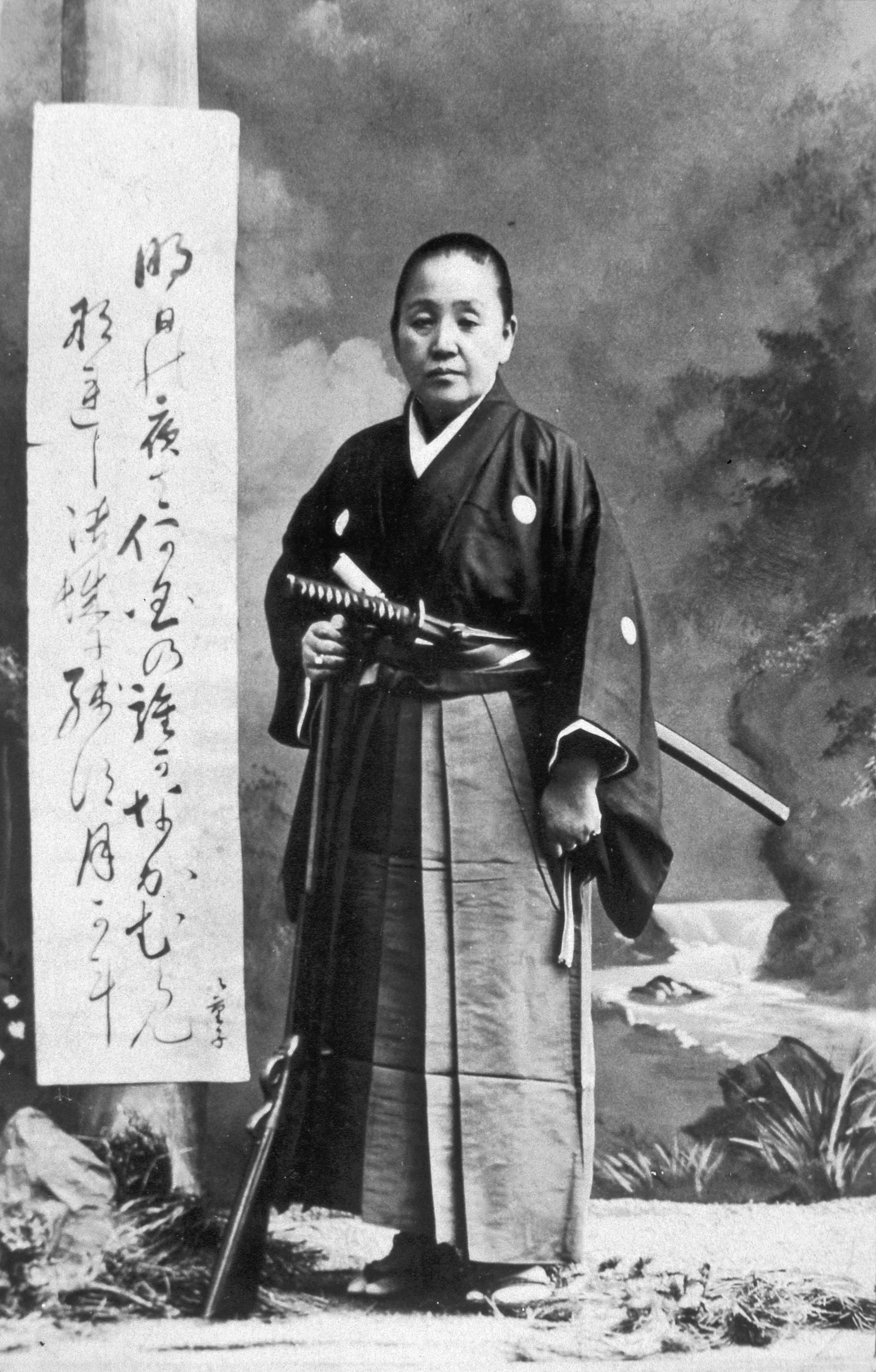
Niijima Yae († 1932)

- 1932: Niijima Yae, japanische Samuraitochter und Krankenschwester
- 1933: Frank Longman, britischer Motorradrennfahrer
- 1933: Hans Prinzhorn, deutscher Psychiater und Kunsthistoriker (Die Bildnerei Geisteskranker)

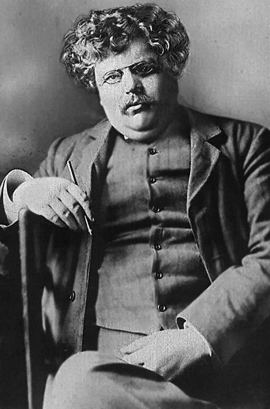
G. K. Chesterton († 1936)

- 1936: G. K. Chesterton, britischer Schriftsteller und Journalist
- 1936: Hans Poelzig, deutscher Maler, Architekt und Bühnenbildner
- 1942: Heinrich Vogeler, deutscher Maler, Kunsthandwerker und Architekt
- 1942: Werner Widmayer, deutscher Fußballspieler
- 1943: Alice Carter Cook, US-amerikanische Botanikerin und Autorin
- 1944: Lubor Niederle, tschechischer Archäologe, Anthropologe, Ethnograph und Historiker
- 1944: Alfred Graf von Soden-Fraunhofen, deutscher Erfinder und Mitbegründer der ZF Friedrichshafen
- 1945: Grigori Borissowitsch Adamow, russischer Schriftsteller
- 1947: Mizzi Zwerenz, österreichische Operettensängerin, Theater- und Filmschauspielerin
- 1948: Gertrude Atherton, US-amerikanische Schriftstellerin
- 1948: Ernst Henrik Ellberg, schwedischer Komponist
- 1948: John McEwen, schottischer Komponist
- 1949: Otto Stählin, deutscher Altphilologe

#### 1951–2000

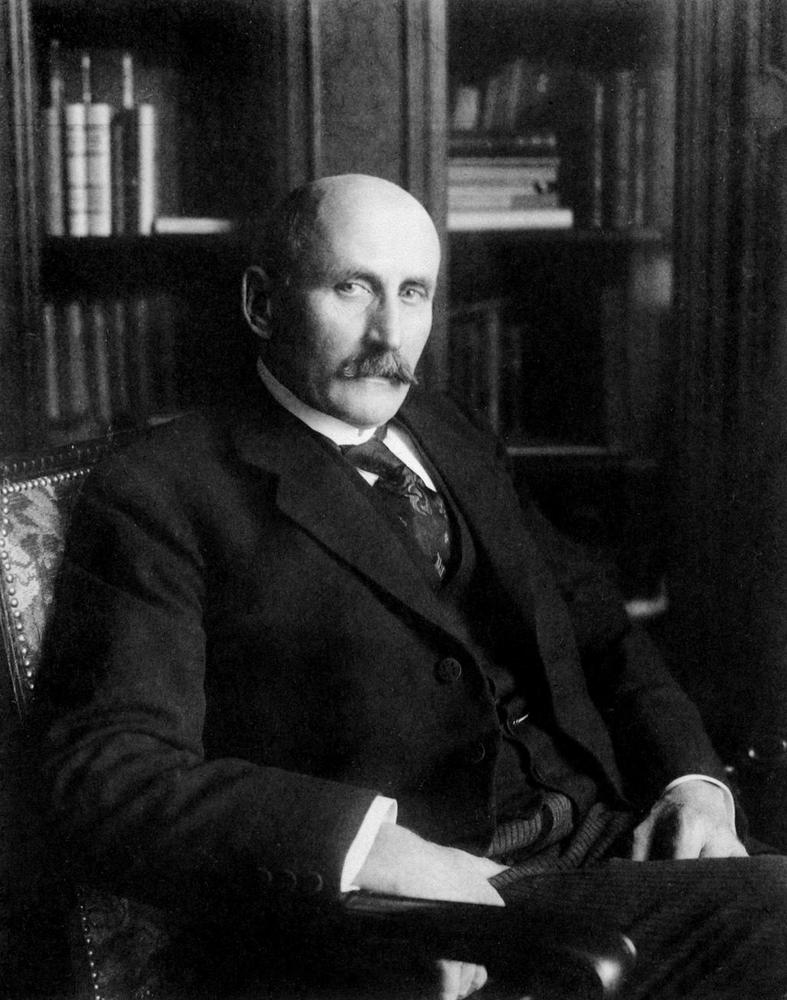
Felix Calonder († 1952)

- 1952: Felix Calonder, Schweizer Politiker
- 1953: Émile Fréteur, französischer Turner
- 1957: Nico Bouvy, niederländischer Fußballspieler
- 1958: George Fonder, US-amerikanischer Automobilrennfahrer
- 1960: Frank Silver, US-amerikanischer Songwriter, Bandleader und Vaudevilledarsteller
- 1962ː Marguerite Alioth, Schweizer Pianistin, Komponistin und Frauenrechtlerin
- 1962: Johannes Philippus Suijling, niederländischer Rechtswissenschaftler
- 1962: Mychajlo Werykiwskyj, ukrainischer Komponist
- 1963: Elvezia Michel-Baldini, Schweizer Malerin, Zeichnerin und Kunstweberin
- 1968: Carl Kessler, deutscher Maler
- 1968: Jürgen Fehling, deutscher Theaterregisseur und Schauspieler
- 1968: Karl-Birger Blomdahl, schwedischer Komponist und Dirigent
- 1968: Salvatore Quasimodo, italienischer Lyriker und Kritiker
- 1969: Roberto Firpo, argentinischer Tangomusiker
- 1970: Roman Ingarden, polnischer Philosoph
- 1972: Germaine Lebel, kanadische Sängerin
- 1973: Raymond Stempert, französischer Automobilrennfahrer
- 1975: Raphaël Manso de Zuñiga, spanischer Automobilrennfahrer
- 1976: Elfriede Seppi, deutsche Politikerin, MdB
- 1977: Alan Mills, kanadischer Sänger, Schauspieler und Autor
- 1979: Ahmad Zahir, afghanischer Sänger
- 1980: Herman Autrey, US-amerikanischer Jazztrompeter (Fats Waller & his Rhythm)
- 1981: Alberto Winkler, italienischer Ruderer, Olympiasieger
- 1982: George Tremblay, US-amerikanischer Komponist
- 1983: Franziska Seidl, österreichische Physikerin
- 1986: Jorge Luis Borges, argentinischer Schriftsteller
- 1986: Alan Jay Lerner, US-amerikanischer Autor und Liedtexter
- 1986: Giorgio Pellini, italienischer Fechter
- 1986: Wilhelm Szabo, österreichischer Lehrer, Dichter und Lyrikübersetzer
- 1989: Scott Ross, US-amerikanischer Cembalist
- 1990: Erna Berger, deutsche Sopranistin

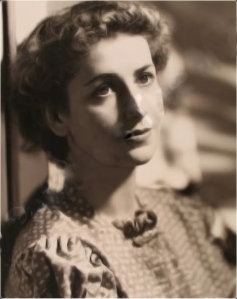
Peggy-Ashcroft († 1991)

- 1991: Peggy Ashcroft, britische Schauspielerin
- 1991: Werner Kraft, deutscher Bibliothekar, Literaturwissenschaftler und Schriftsteller
- 1992: Eric Helgar, deutscher Sänger, Bühnen- und Filmschauspieler, Fernsehmoderator und Komponist
- 1992: Thomas Nipperdey, deutscher Historiker (Deutsche Geschichte 1800–1918)
- 1994: Henry Mancini, US-amerikanischer Komponist für Filmmusik
- 1995: Els Aarne, estnische Komponistin
- 1995: Rory Gallagher, irischer Gitarrist
- 1995: Bobby Grim, US-amerikanischer Automobilrennfahrer
- 1995: Paul Steg, US-amerikanischer Komponist und Musikpädagoge
- 1995: Roger Zelazny, US-amerikanischer Schriftsteller
- 1997: Marjorie Best, US-amerikanische Kostümbildnerin

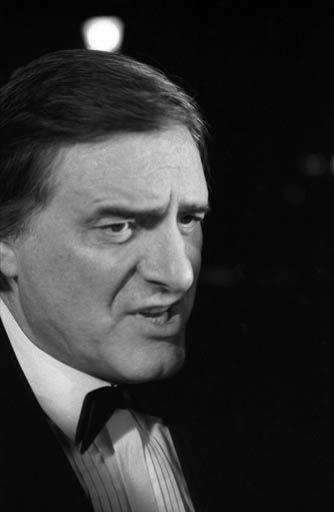
Helmut Fischer († 1997)

- 1997: Helmut Fischer, deutscher Schauspieler
- 1997: Richard Jaeckel, US-amerikanischer Schauspieler
- 1999: Osvaldo Dragún, argentinischer Dramatiker
- 1999: Josef Stierli, Schweizer Jesuit und Kirchenhistoriker
- 1999: Hann Trier, deutscher Maler und Grafiker
- 2000: Attilio Bertolucci, italienischer Lyriker, Literaturkritiker und Übersetzer
- 2000: Kurt Böwe, deutscher Schauspieler

### 21. Jahrhundert
- 2001: Tibor Andrašovan, slowakischer Komponist und Dirigent
- 2003: Ludwig Huber, deutscher Politiker, MdL, Landesminister
- 2003: Jimmy Knepper, US-amerikanischer Jazz-Posaunist

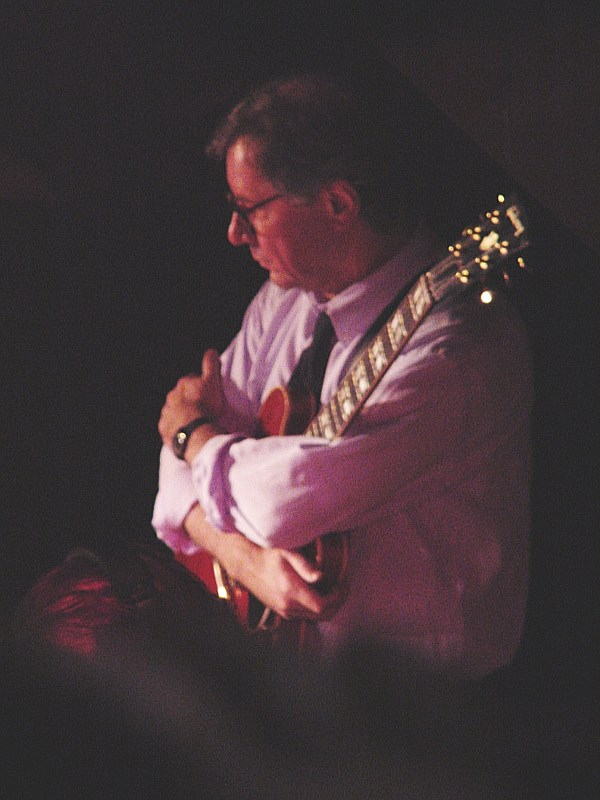
Volker Kriegel († 2003)

- 2003: Volker Kriegel, deutscher Musiker
- 2003: Dale Whittington, US-amerikanischer Automobilrennfahrer
- 2004: Ulrich Inderbinen, Schweizer Bergführer
- 2004: Trudeliese Schmidt, deutsche Opernsängerin (Mezzosopran)
- 2005: Johannes Beeskow, deutscher Designer, Karosseriebauer und Konstrukteur
- 2005: Carlo Maria Giulini, italienischer Dirigent
- 2005: Leoš Suchařípa, tschechischer Schauspieler, Übersetzer und Theatertheoretiker
- 2006: Jean Roba, belgischer Comiczeichner
- 2007: Kurt Waldheim, österreichischer Diplomat und Politiker, Außenminister, UN-Generalsekretär, Bundespräsident
- 2008: Rafael del Pino, spanischer Bauunternehmer und Milliardär
- 2008: Esbjörn Svensson, schwedischer Jazzpianist
- 2008: Werner Vetterli, Schweizer Sportler, Fernsehmoderator und Politiker
- 2009ː Ingrid Psimmas, deutsche Politikerin, Mitglied des bayrischen Landtags, LGBT-Aktivistin

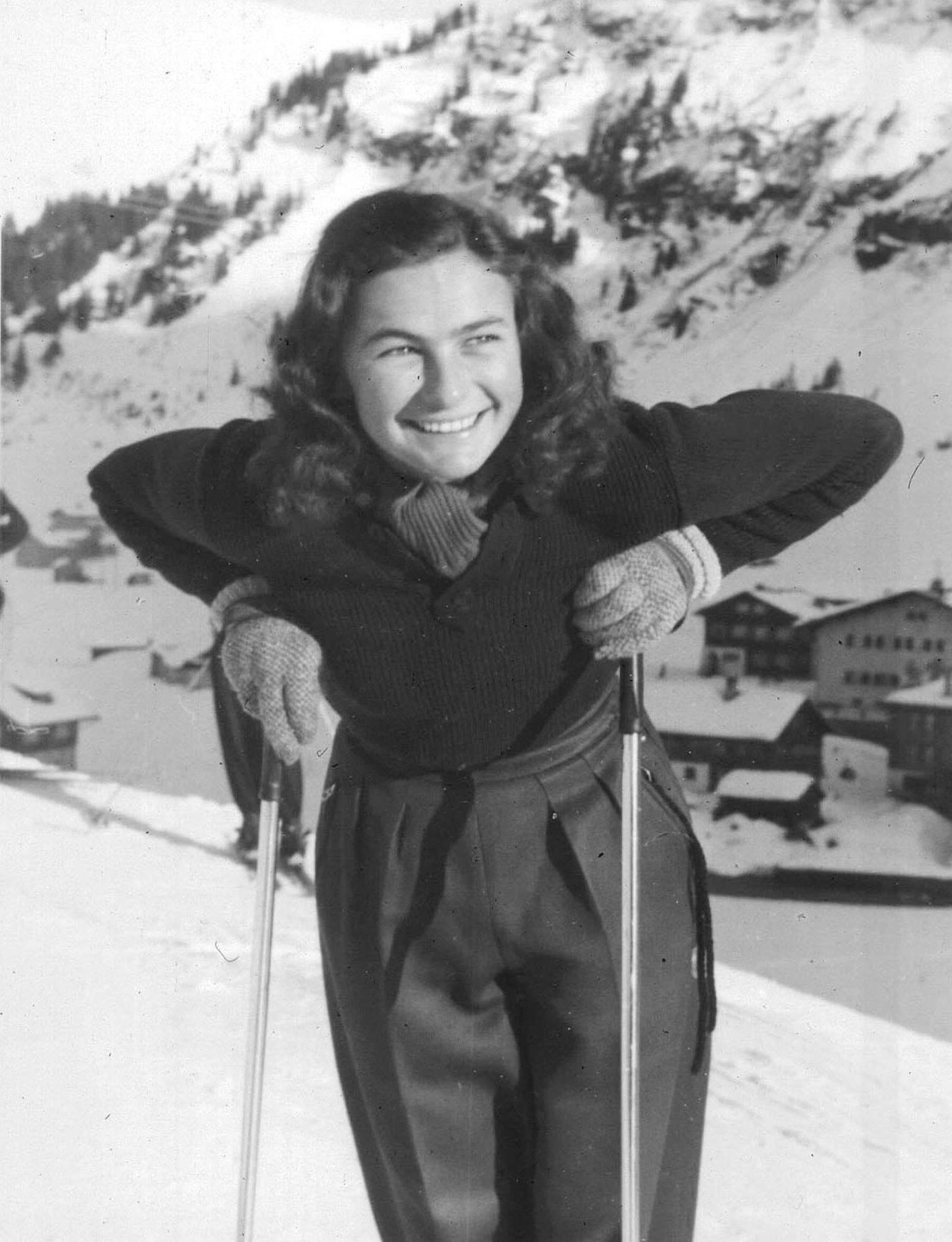
Hammerer Resi († 2010)

- 2010ː Resi Hammerer, österreichische Skirennläuferin
- 2011: Milivoj Ašner, kroatischer Polizeichef in Požega
- 2011: Peter Schamoni, deutscher Filmregisseur und Produzent
- 2012: Peter Kingsley Archer, britischer Politiker
- 2012: Dino Asanaj, kosovarischer Politiker und Unternehmer
- 2012: Gitta Sereny, britische Biografin, Historikerin und freie Journalistin
- 2013: Werner Nocht, deutscher Fußballspieler
- 2013: Norbert Schwontkowski, deutscher Maler

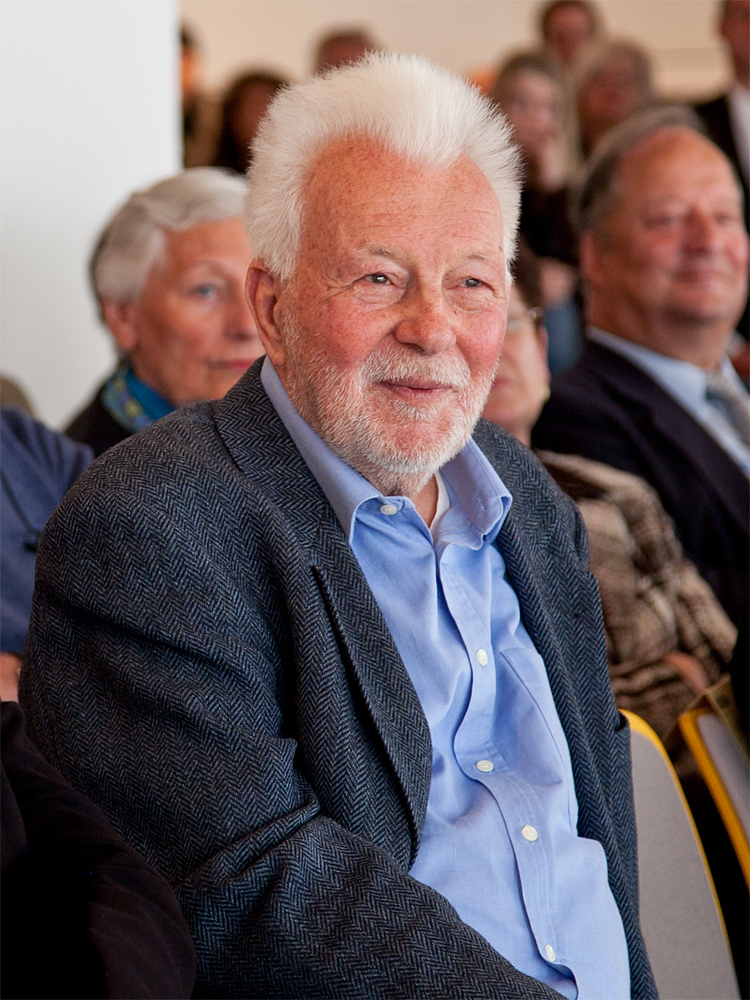
Robert Lebeck († 2014)

- 2014: Robert Lebeck, deutscher Fotojournalist
- 2014: Francis Matthews, britischer Theater-, Film- und Fernsehschauspieler
- 2014: Benjamin Winter, deutscher Vielseitigkeitsreiter
- 2015: George Arthur, ghanaischer Fußballspieler
- 2015: Zito, brasilianischer Fußballspieler
- 2016: Ann Guilbert, US-amerikanische Schauspielerin
- 2016: Henry McCullough, britischer Musiker
- 2017: Renate Holland-Moritz, deutsche Schriftstellerin und Filmkritikerin
- 2017: Hans-Peter Schwarz, deutscher Politologe und Historiker
- 2017: Hein Verbruggen, niederländischer Sportfunktionär
- 2018: Josef Finkenzeller, deutscher Theologe
- 2018: Stanislaw Sergejewitsch Goworuchin, russischer Filmregisseur und Politiker

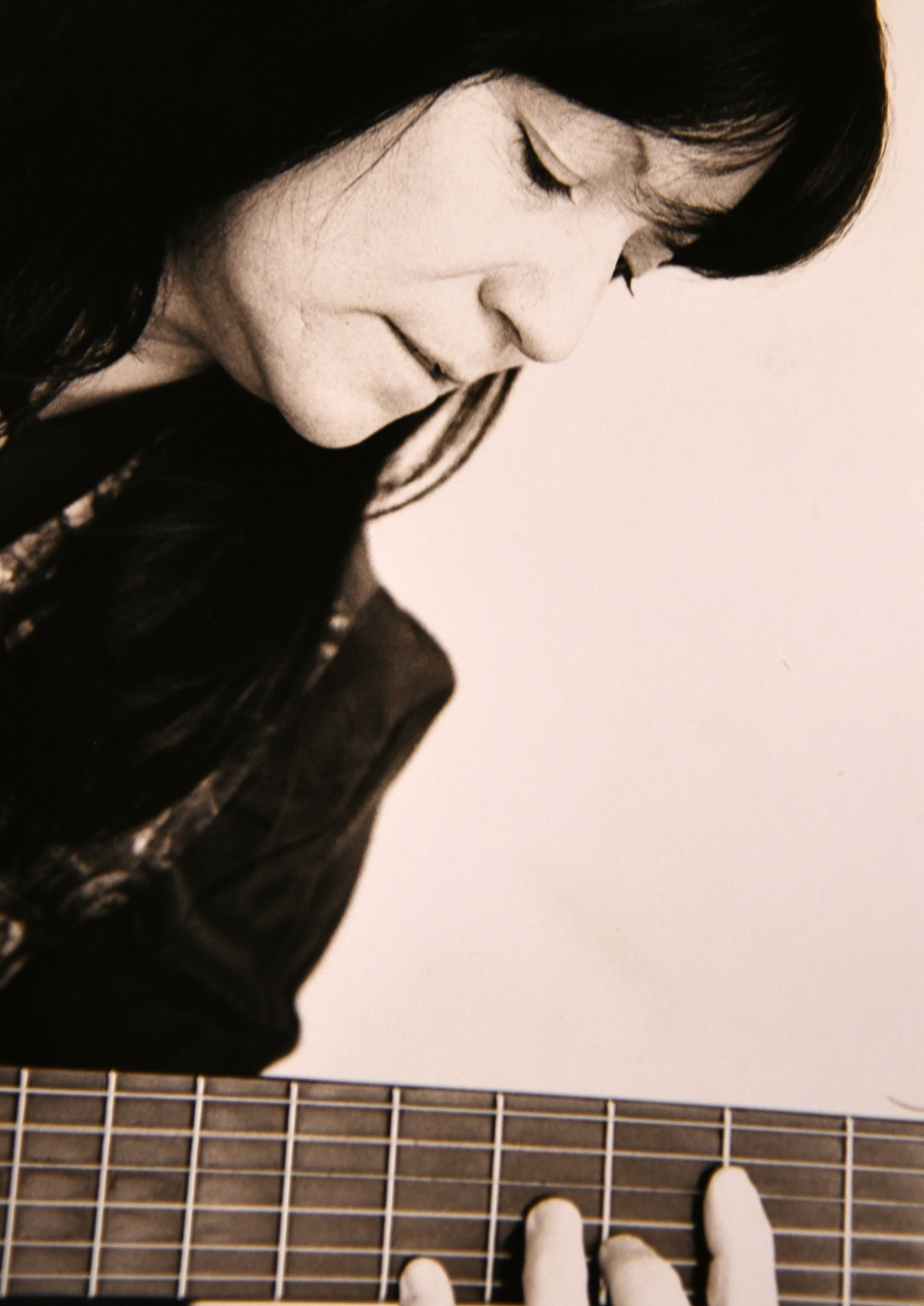
Laura Almerich i Santacreu († 2019)

- 2019: Laura Almerich i Santacreu, spanische Konzertgitarristin
- 2019: Joseph Sambrook, britisch-australischer Molekularbiologe und Krebsforscher
- 2020: Keith Tippett, britischer Jazz-Pianist
- 2021: Enrique Bolaños Geyer, nicaraguanischer Präsident
- 2021: Schang Hutter, Schweizer Bildhauer
- 2021: Gustava Mösler, deutsche Journalistin
- 2021: Adam Smelczyński, polnischer Sportschütze
- 2022: Abraham B. Jehoshua, israelischer Schriftsteller
- 2024ː Kazuko Shiraishi, japanische Dichterin und Übersetzerin
- 2025: Violeta Barrios de Chamorro, nicaraguanische Politikerin, Publizistin, Präsidentin von Nicaragua
- 2025ː Topsy Küppers, österreichische Schauspielerin und Sängerin

## Feier- und Gedenktage
- Kirchliche Gedenktage
  - Hl. Gottschalk der Wende, Fürst der Wenden und Märtyrer (evangelisch, römisch-katholisch)
  - Hl. Gregor von Nyssa, Metropolit von Sebaste (evangelisch: ELCA)
  - Hl. Makrina die Jüngere, Schwester von Basilius dem Großen, Gregor von Nyssa und Petrus von Sebaste (evangelisch: ELCA)
  - Hl. Elisa, israelitischer Prophet (römisch-katholisch, orthodox, koptisch, evangelisch: ELCA)
- Namenstage
  - Hartwig
- Staatliche Feier- und Gedenktage
  - Falklandinseln: Befreiungstag von der argentinischen Besetzung
  - Südgeorgien und die Südlichen Sandwichinseln: Liberation Day (seit 1982)
  - Vereinigte Staaten: Flag Day
  - Polen: Nationaler Gedenktag der Opfer der Deutschen Nazi-Konzentrations- und Vernichtungslager (seit 2006)
- Gedenktage internationaler Organisationen
  - Weltblutspendetag (WHO)

Weitere Einträge enthält die Liste von Gedenk- und Aktionstagen.